# Biserica unitariană din Corund

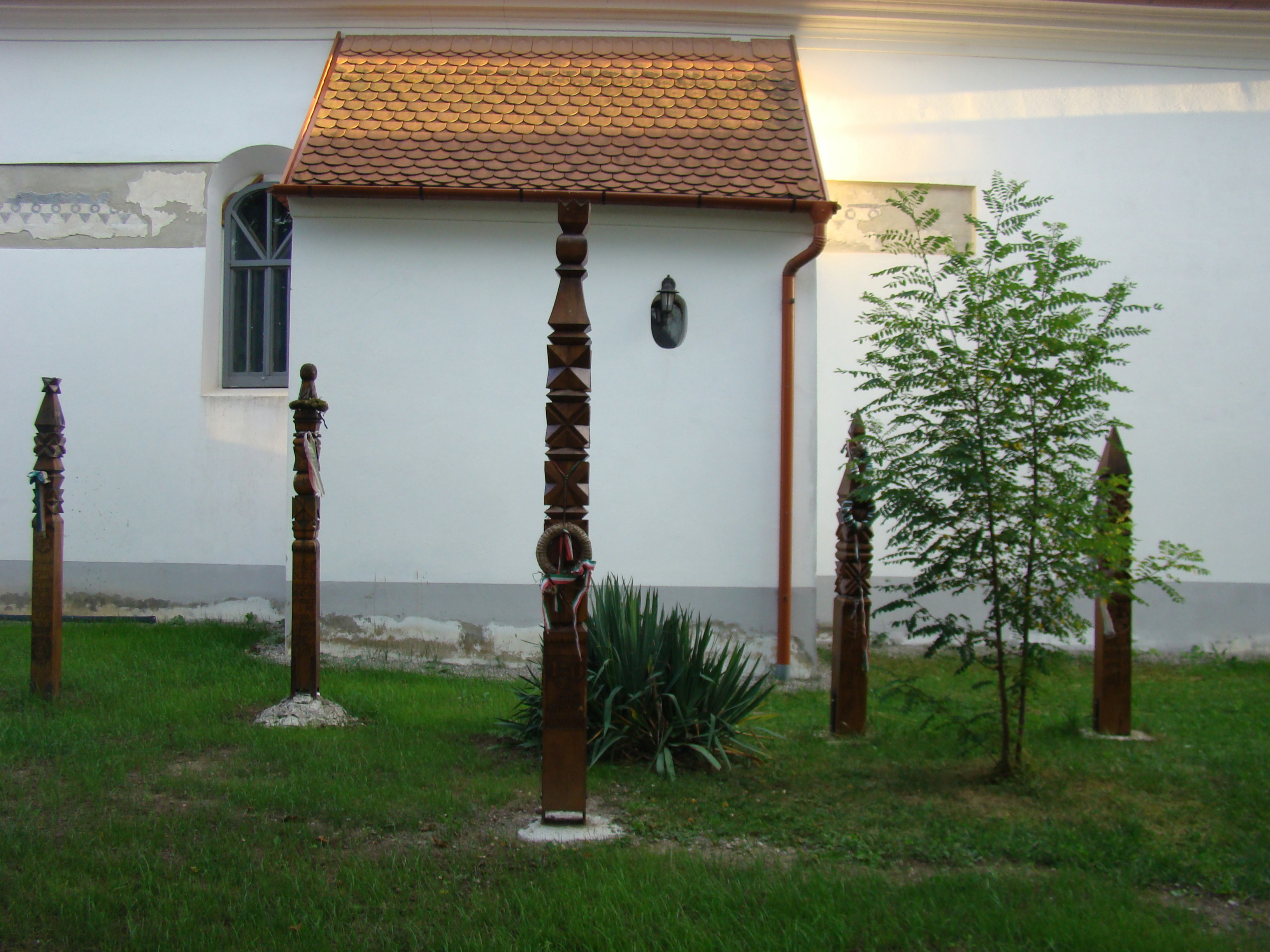
Stâlpi funerari (în maghiară kopjafa) în curtea bisericii

Biserica unitariană din Corund este un monument istoric aflat pe teritoriul satului Corund; comuna Corund, județul Harghita.

## Localitatea
Corund (maghiară Korond) este satul de reședință al comunei cu același nume din județul Harghita, Transilvania, România. Se află în partea de vest a județului, în Depresiunea Praid. În 1333 Petrus sacerdos de Kurund este menționat în lista dijmelor papale.

## Biserica
Istoria bisericii unitariene este strâns legată de cea a bisericii catolice. Biserica catolică de astăzi a fost construită în 1910-1911, pe locul bisericii medievale, care în timpul reformei a devenit unitariană împreună cu credincioșii. În 1646 catolicii (ce aparțineau de parohia Atia) au construit o mică capelă, pe un lot donat de familiile Sükei și Ravasz.
În perioada contrareformei biserica a fost luată de la unitarieni și dată catolicilor, redeveniți majoritari. Unitarienii au primit în schimb capela mică, care a fost reconstruită între 1720 și 1750 și apoi renovată în 1820. Coroana amvonului a fost realizată în 1821. Masa Domnului este din 1884. Orga, realizată de János Góos în 1822, a fost vândută în 1835 bisericii unitariene din Crișeni. Credincioșii din Corund au cumpărat în 1896 orga lui Nagy József, care a fost reparată în 1904, de firma Csioflek din Brașov.
În grădina bisericii se pot vedea pietrele de mormânt ale preoților, ale unor oameni de vază și ale familiilor de evrei care au susținut biserica cu donațiile lor în perioada 1930-40.

## Imagini din exterior

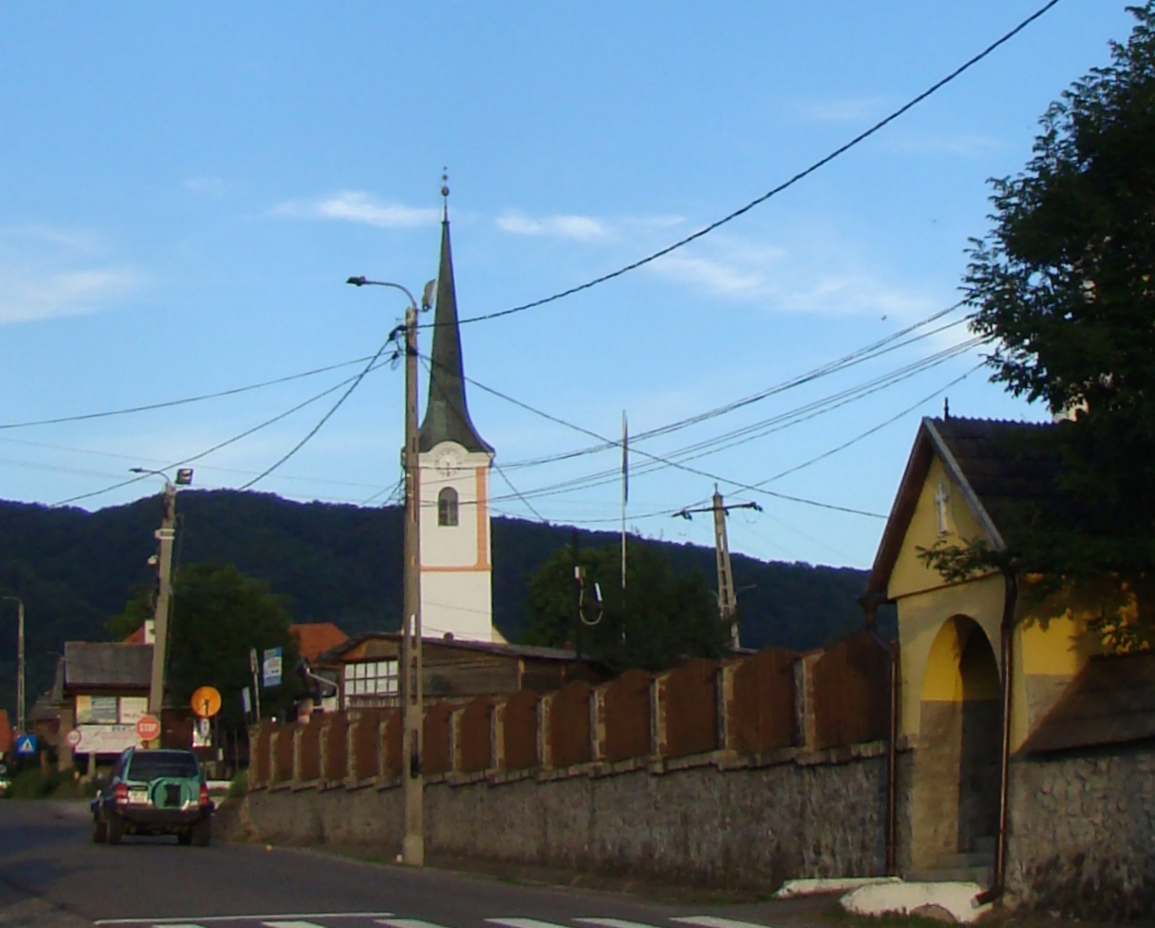
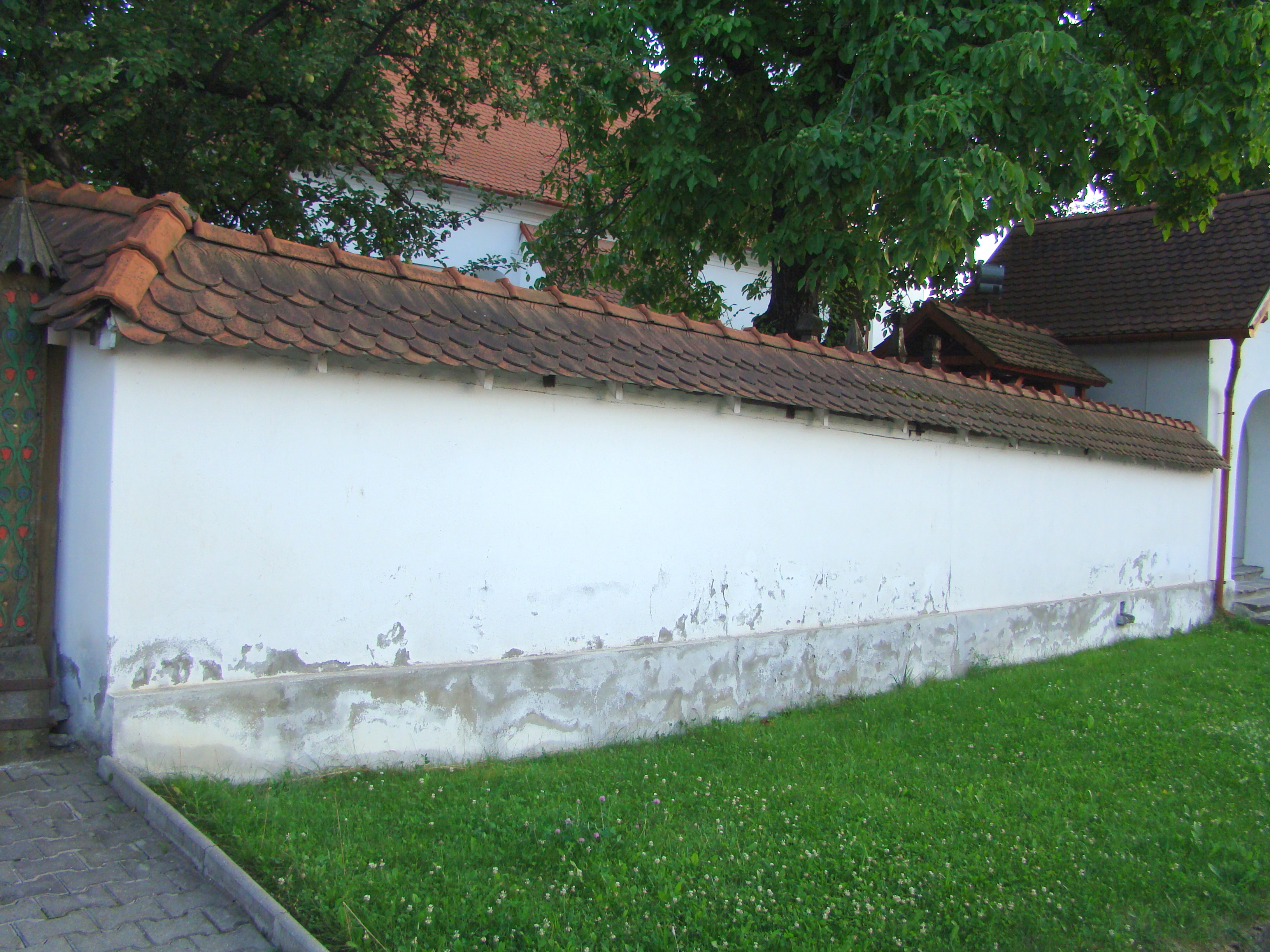
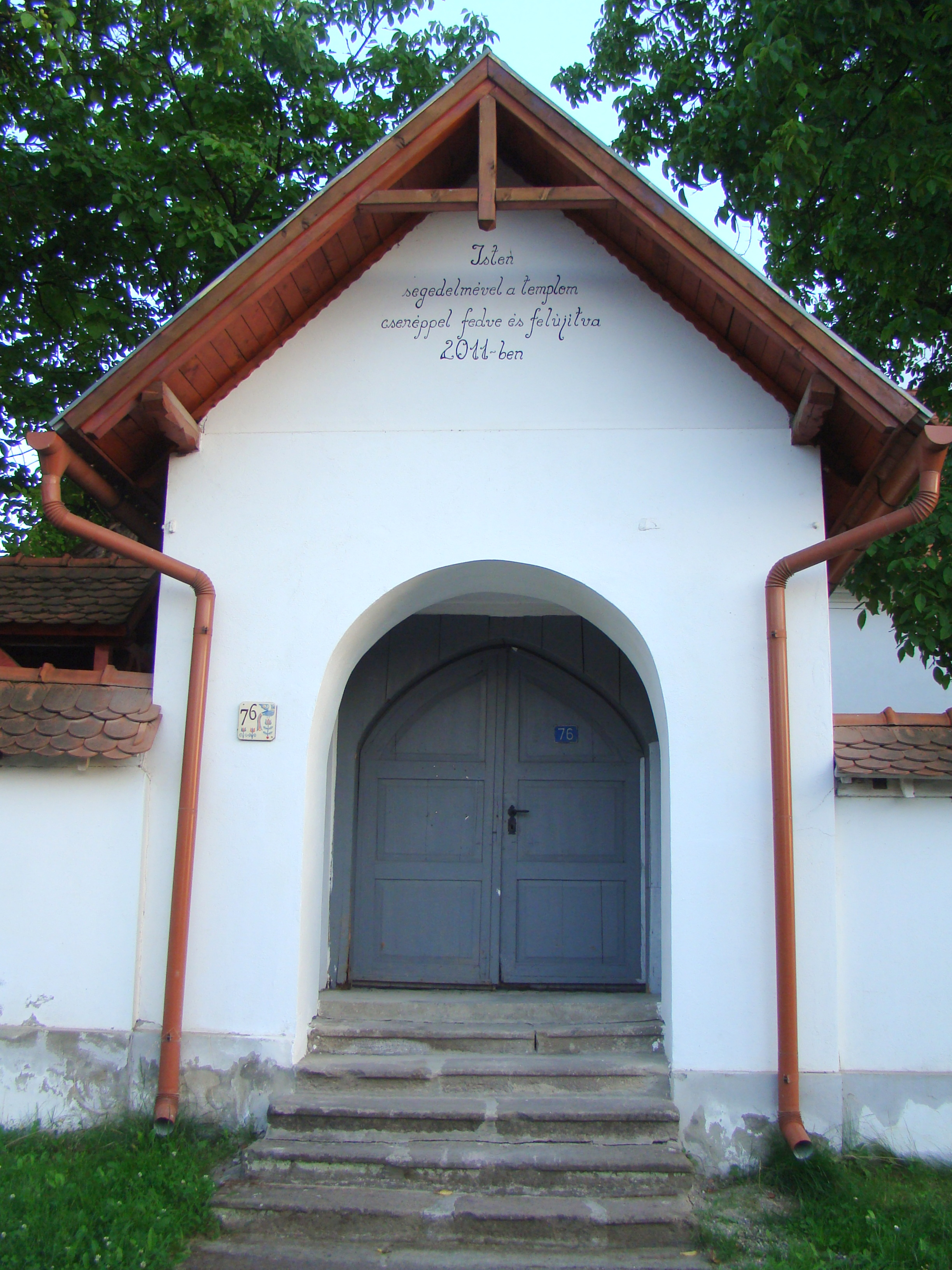
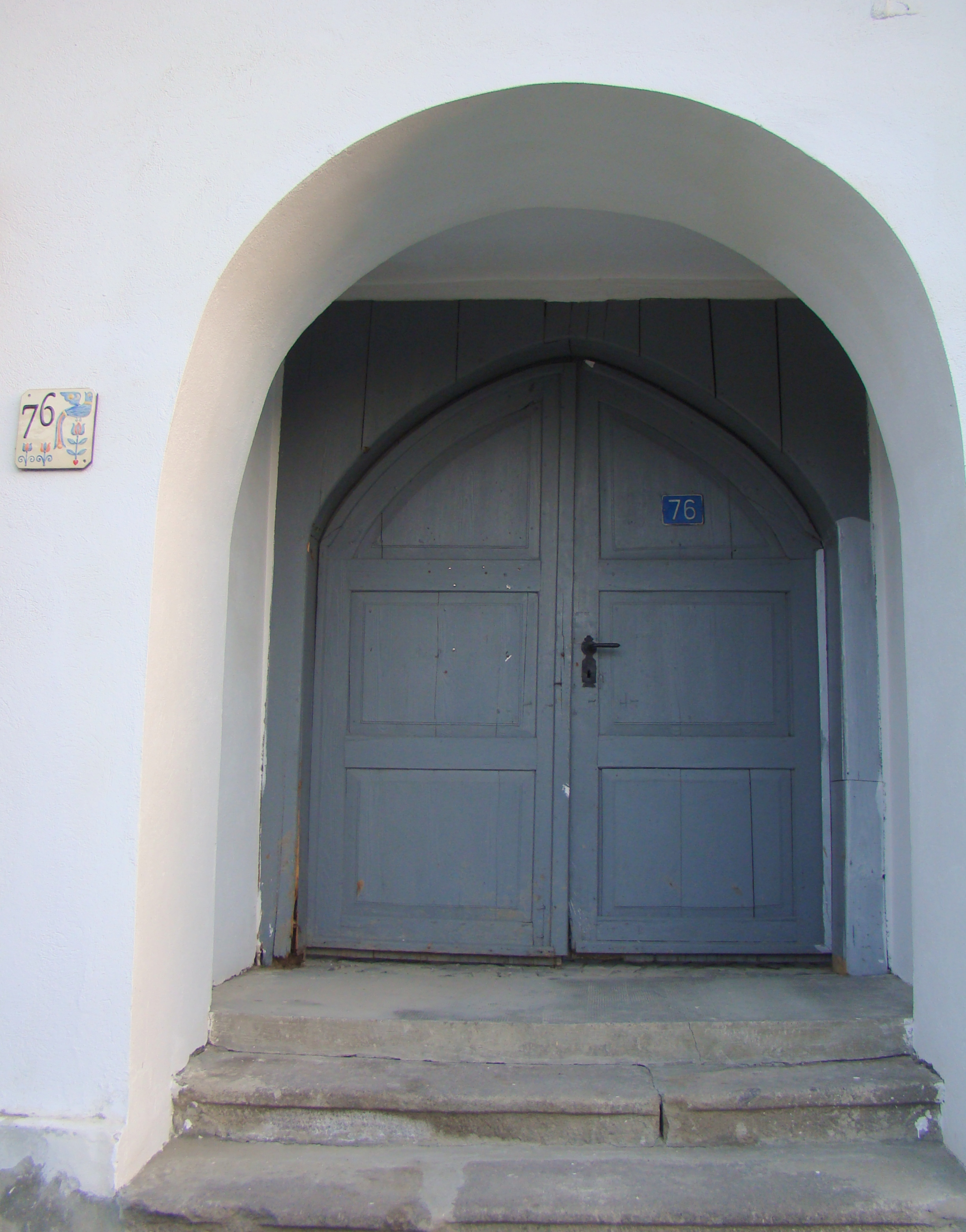
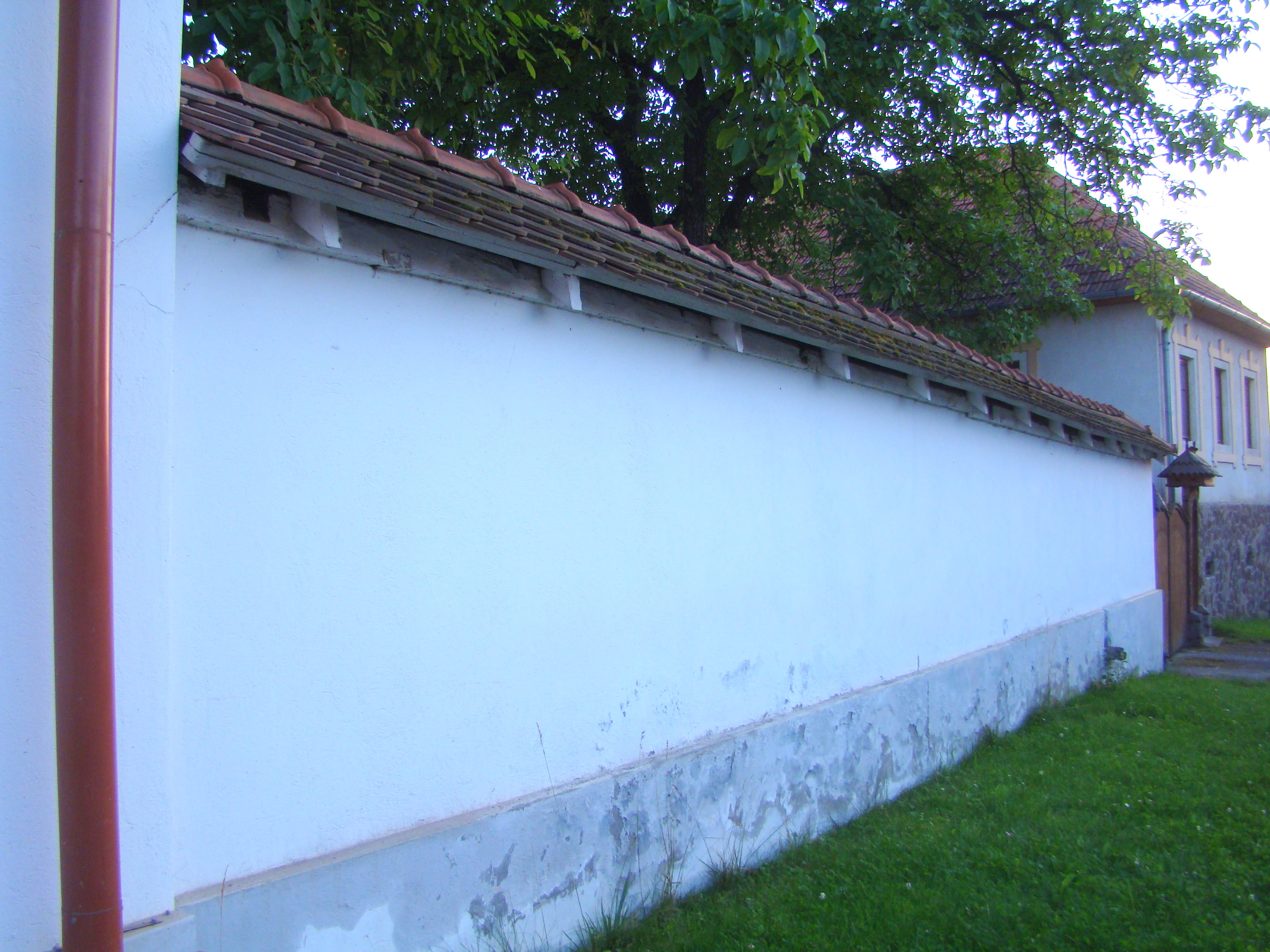
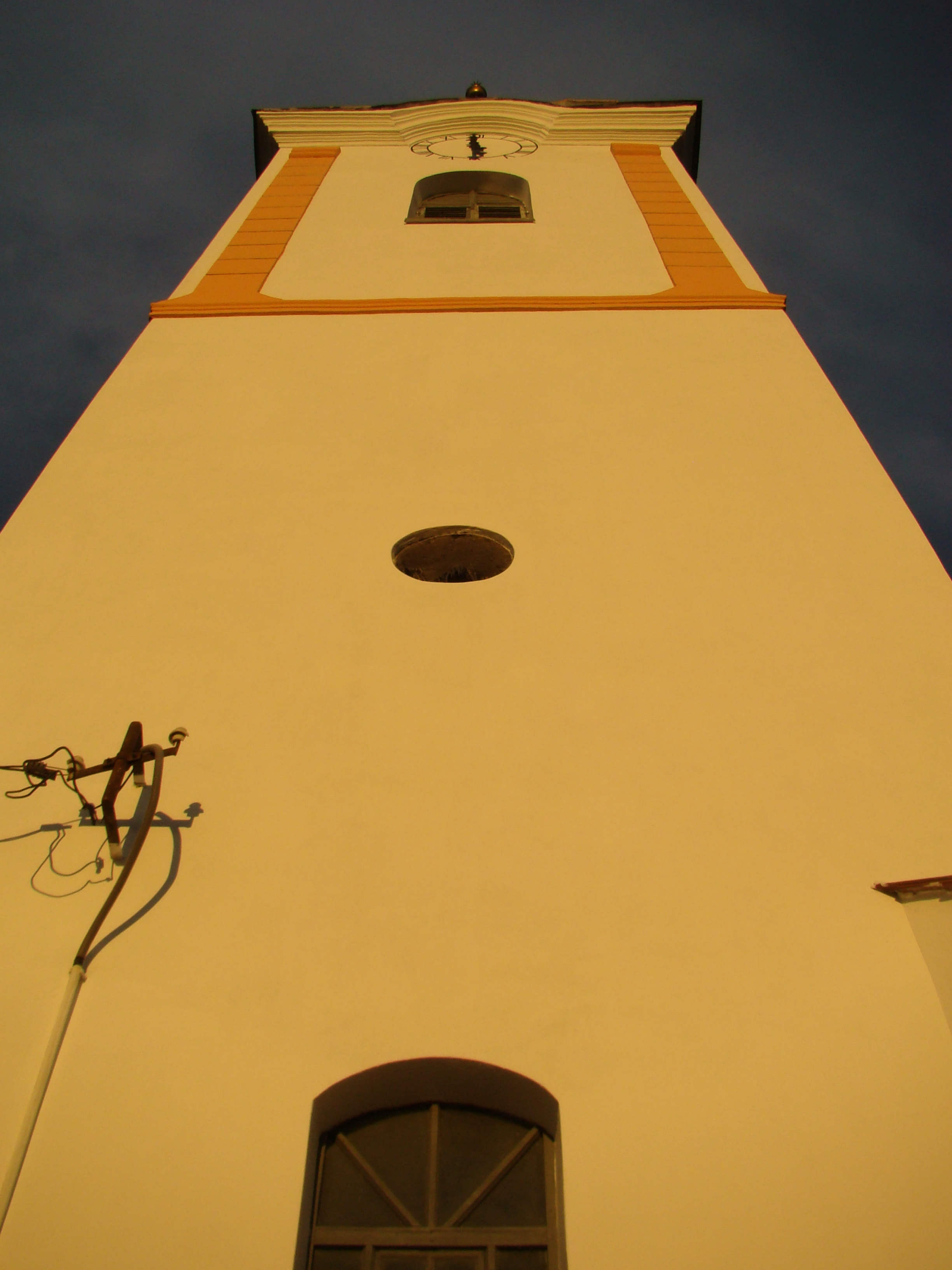
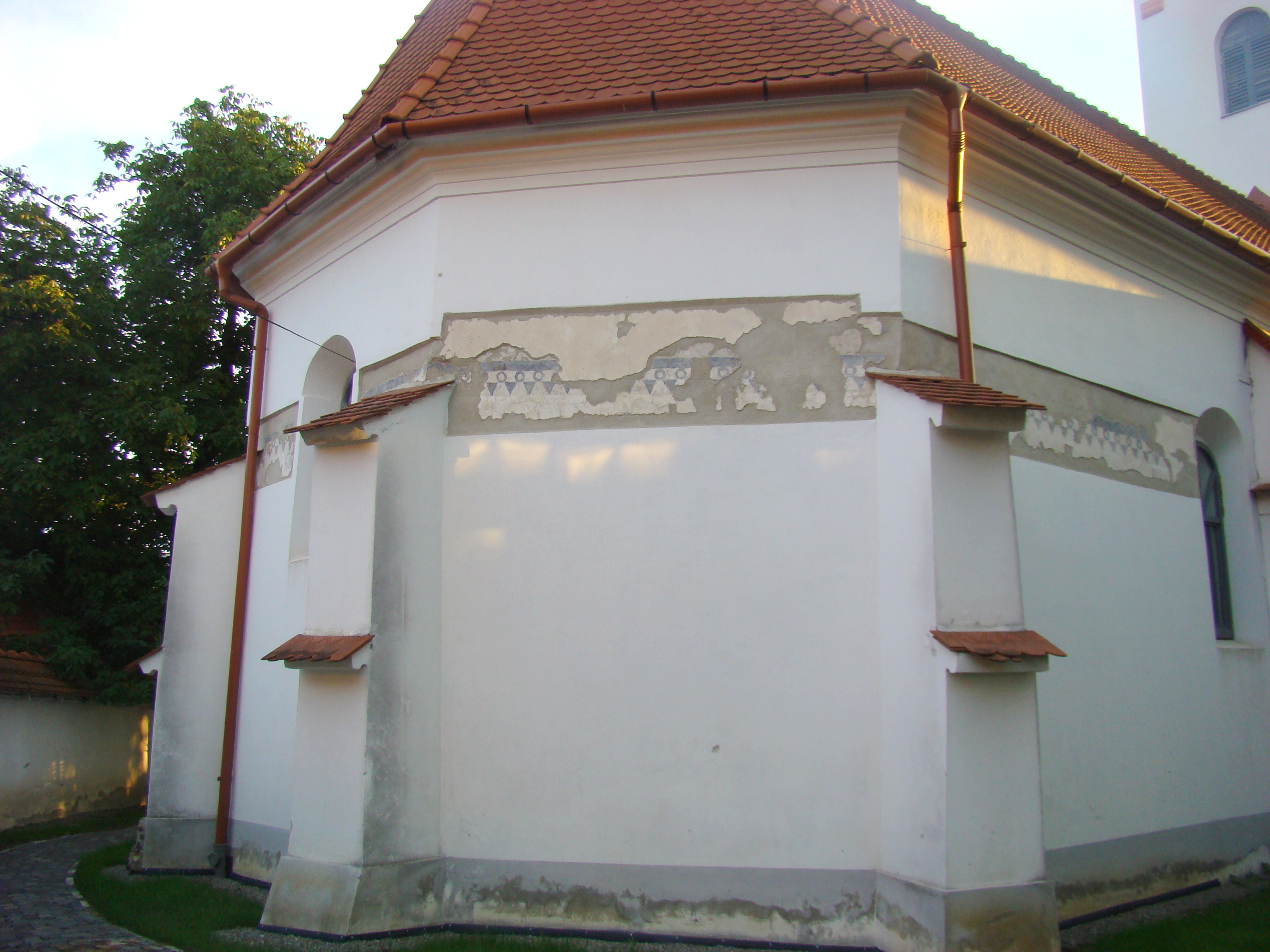
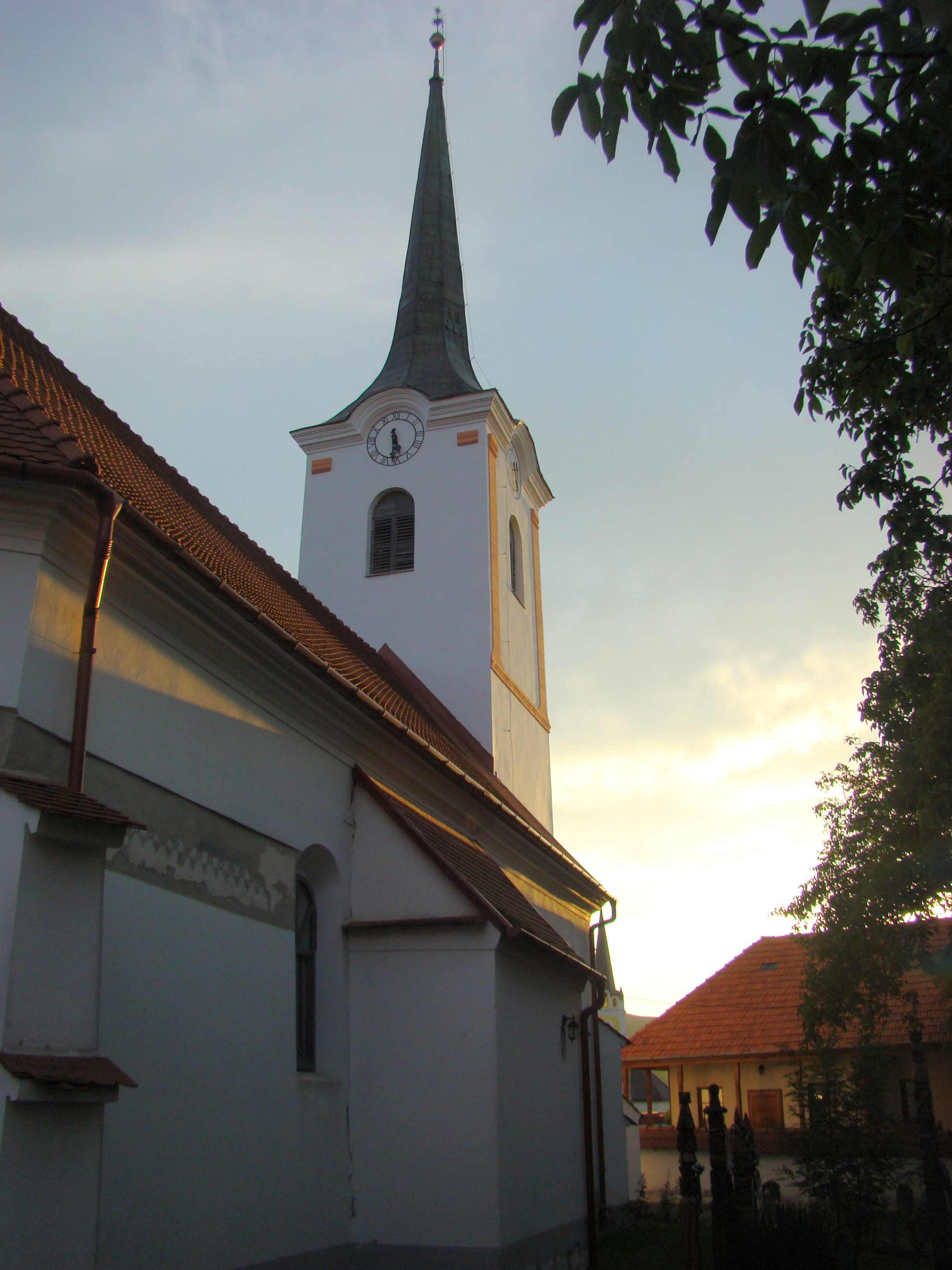
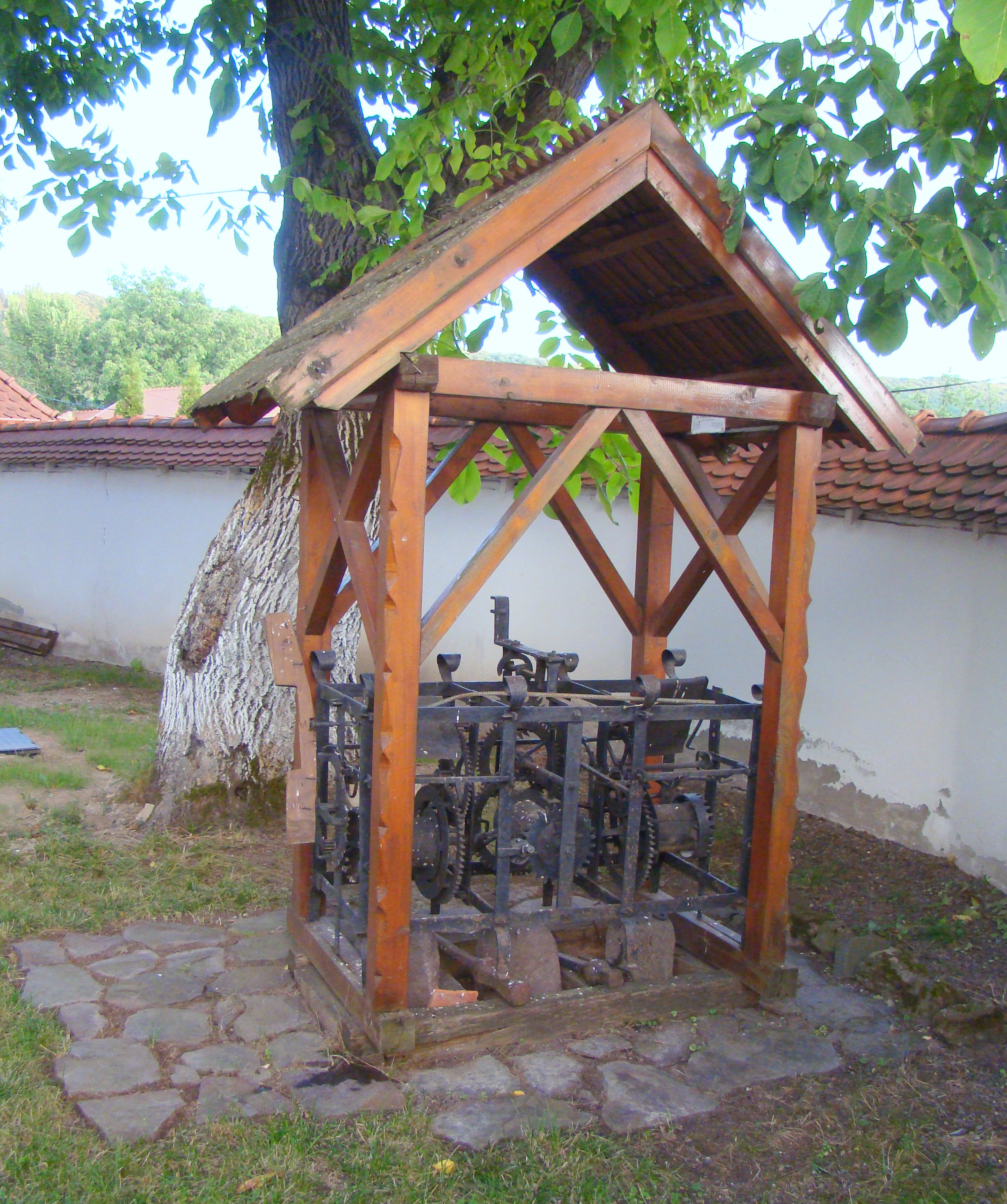
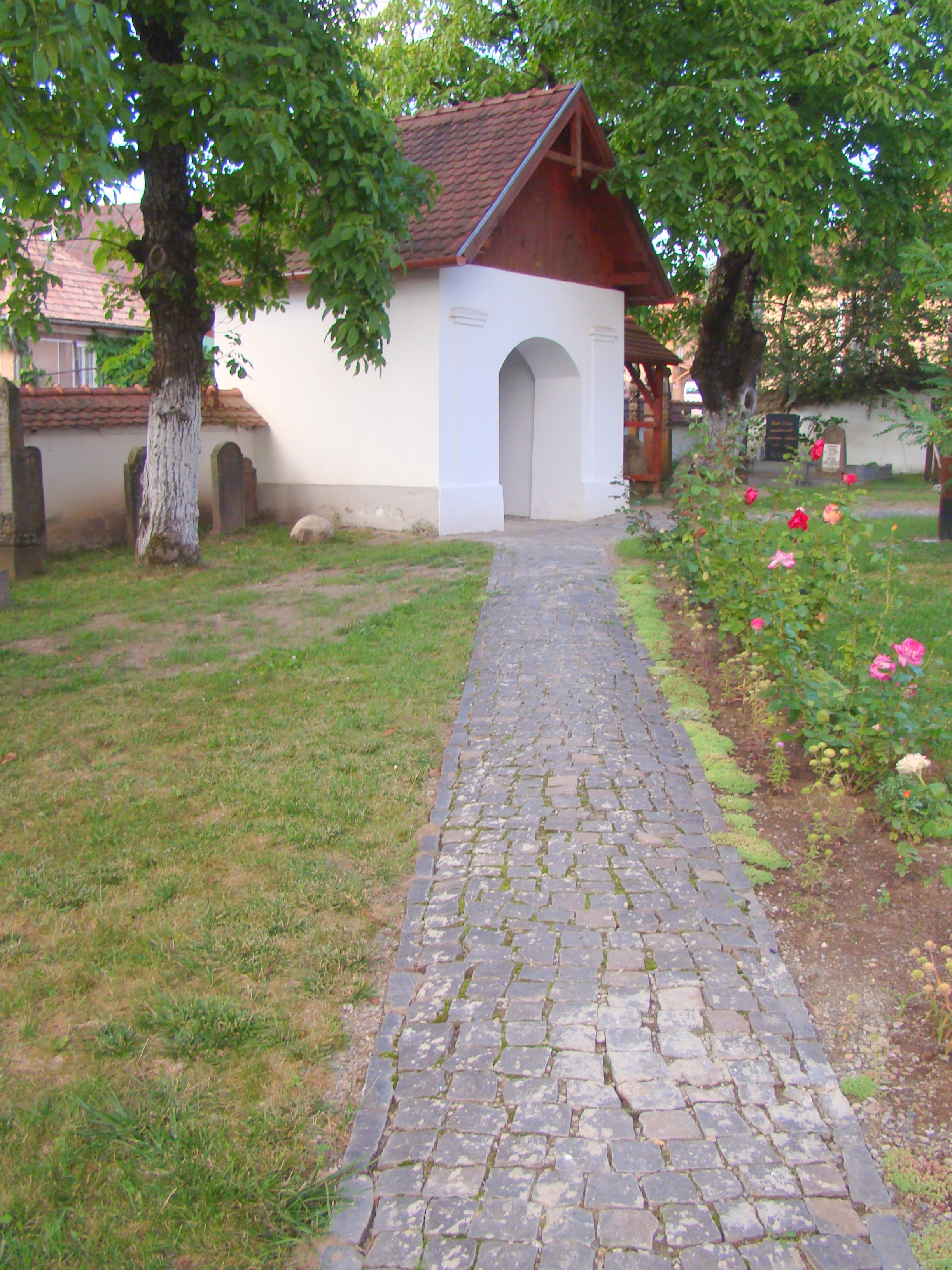
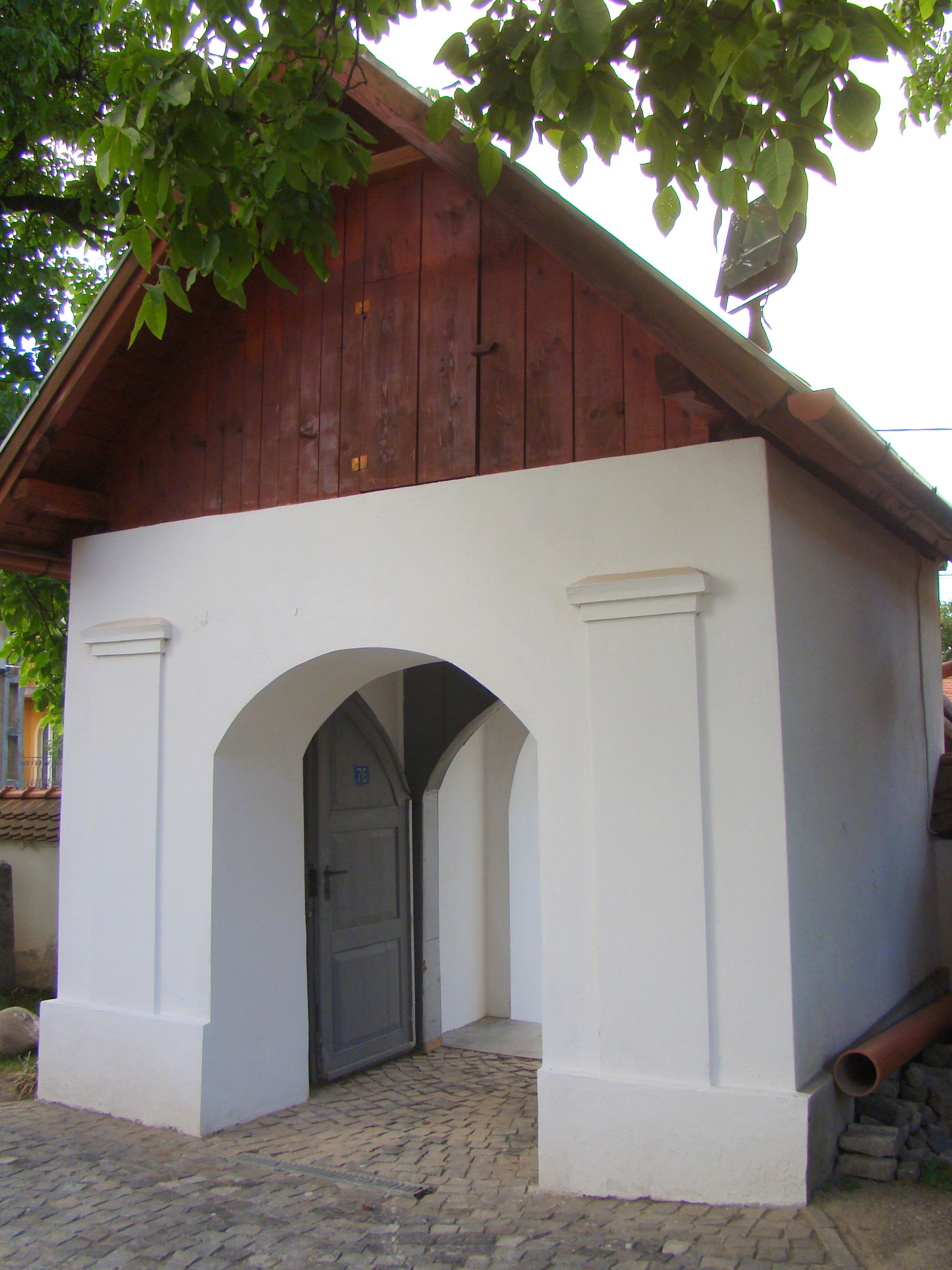
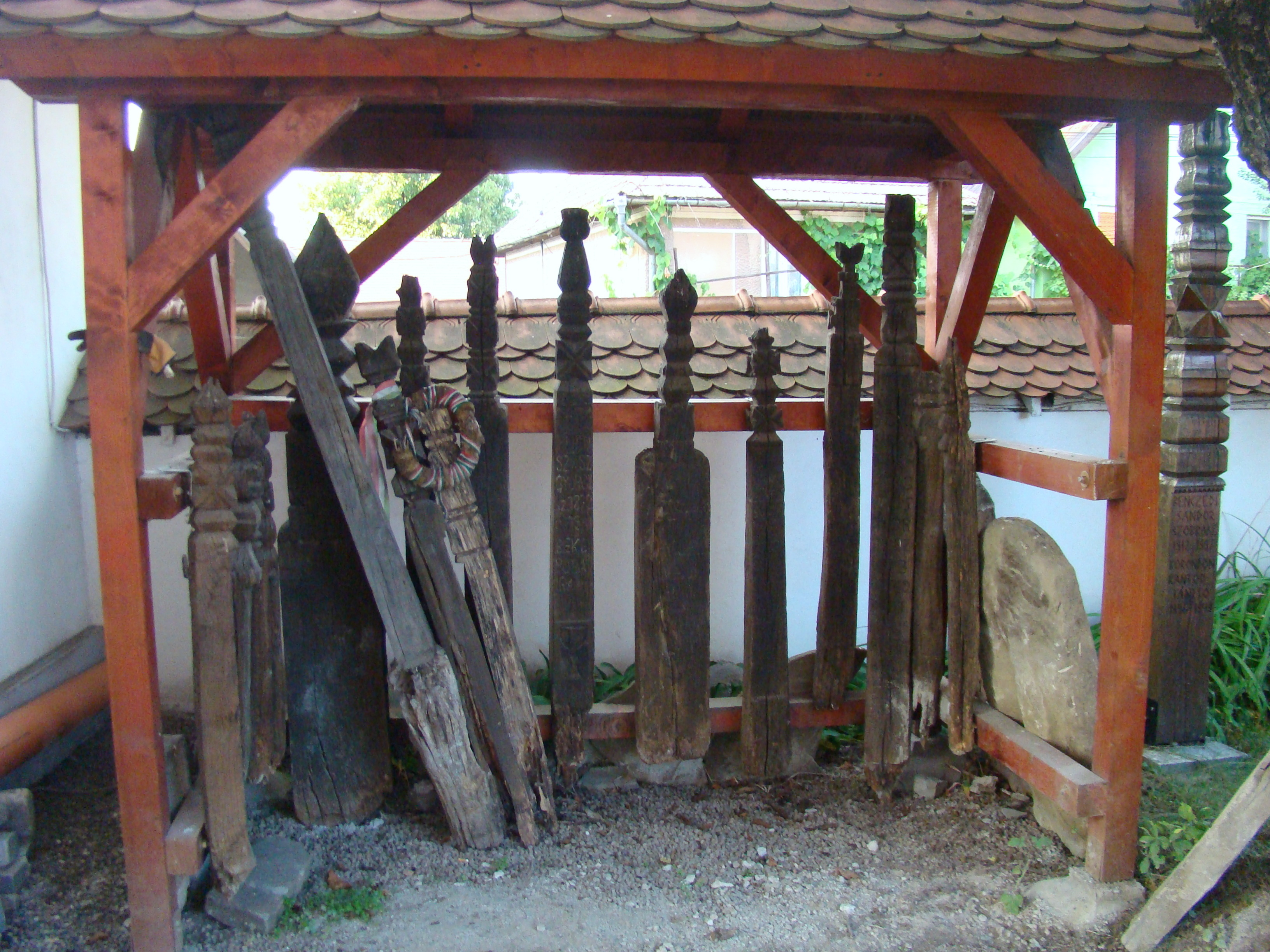
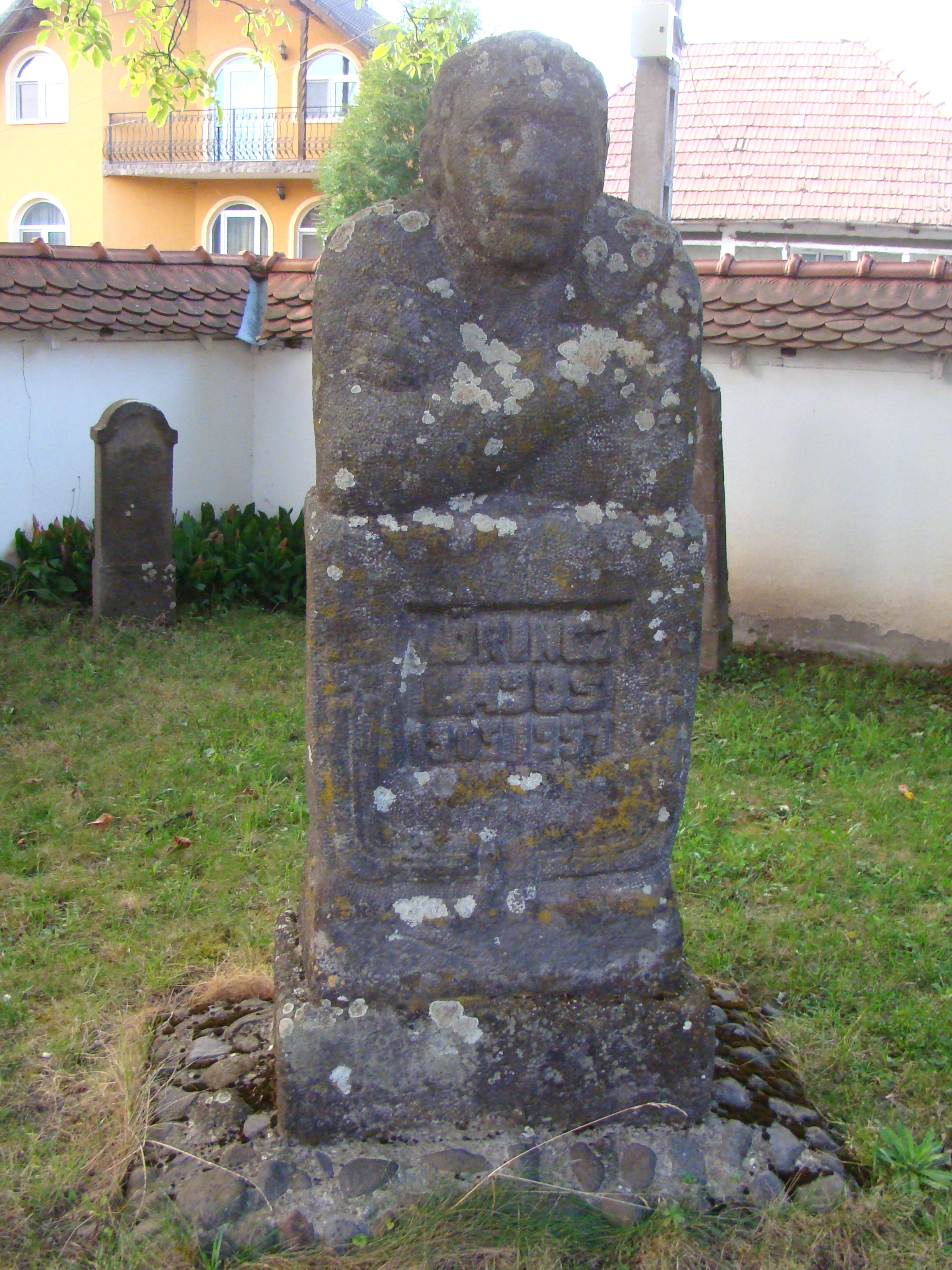
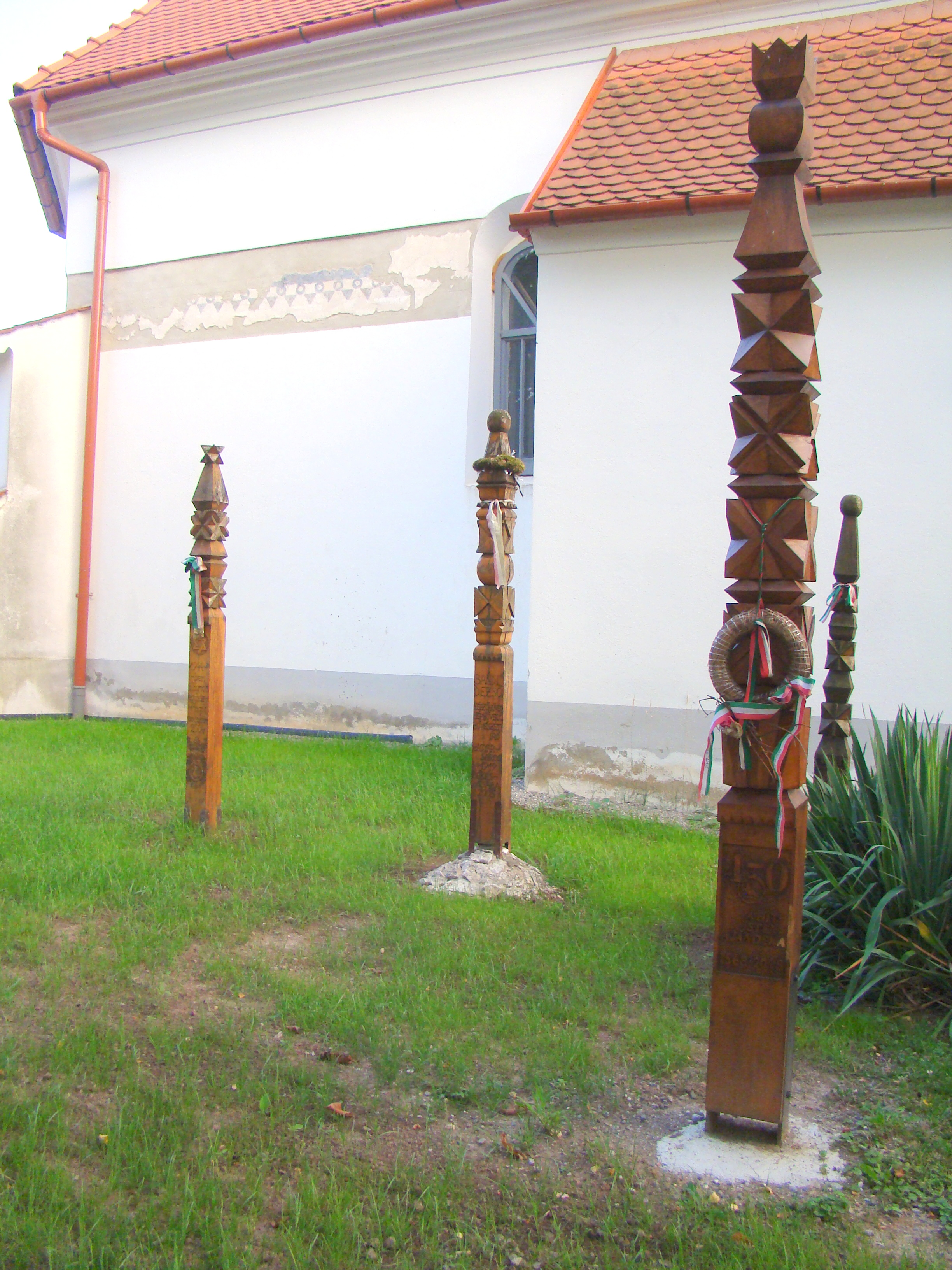
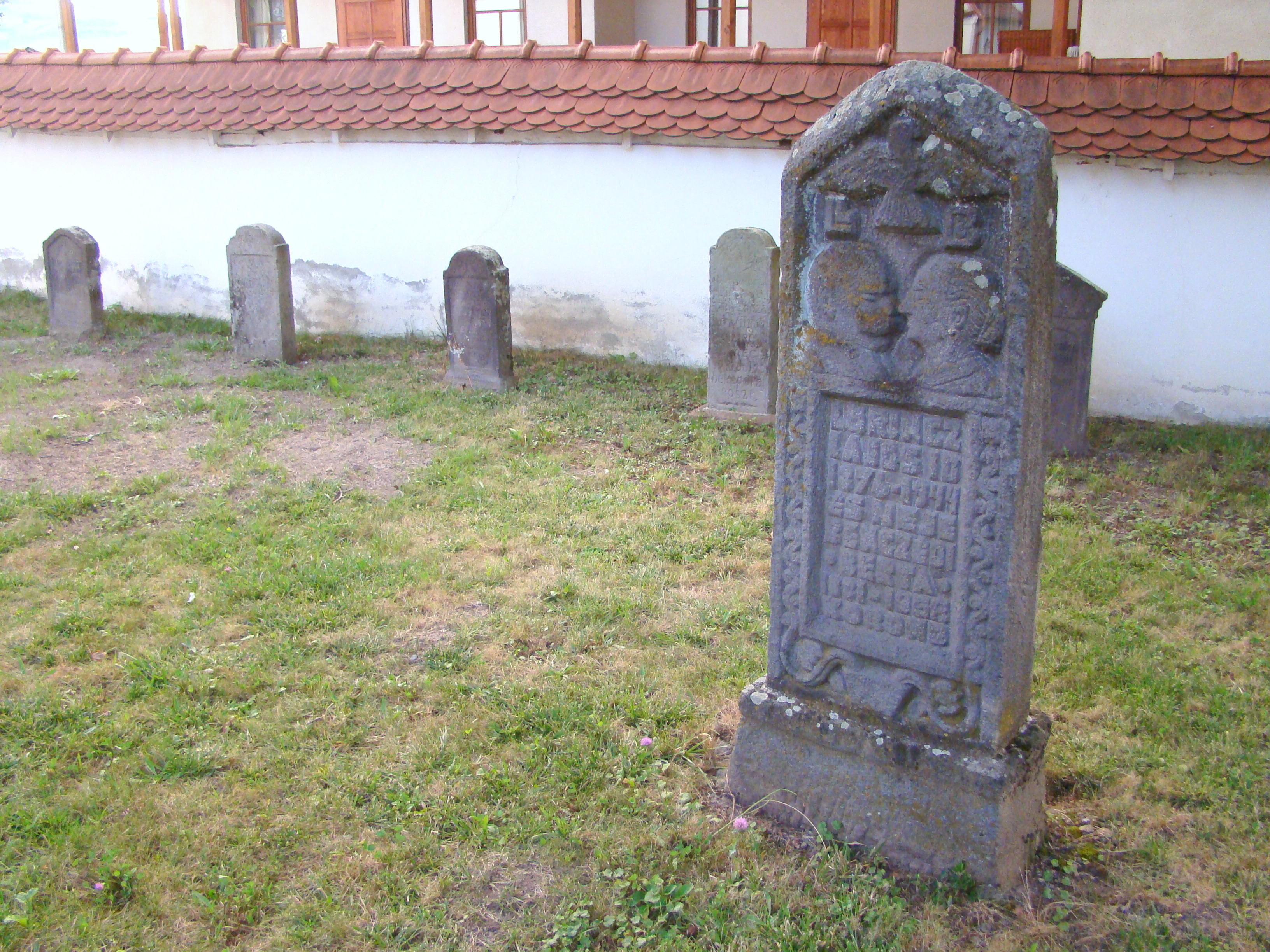
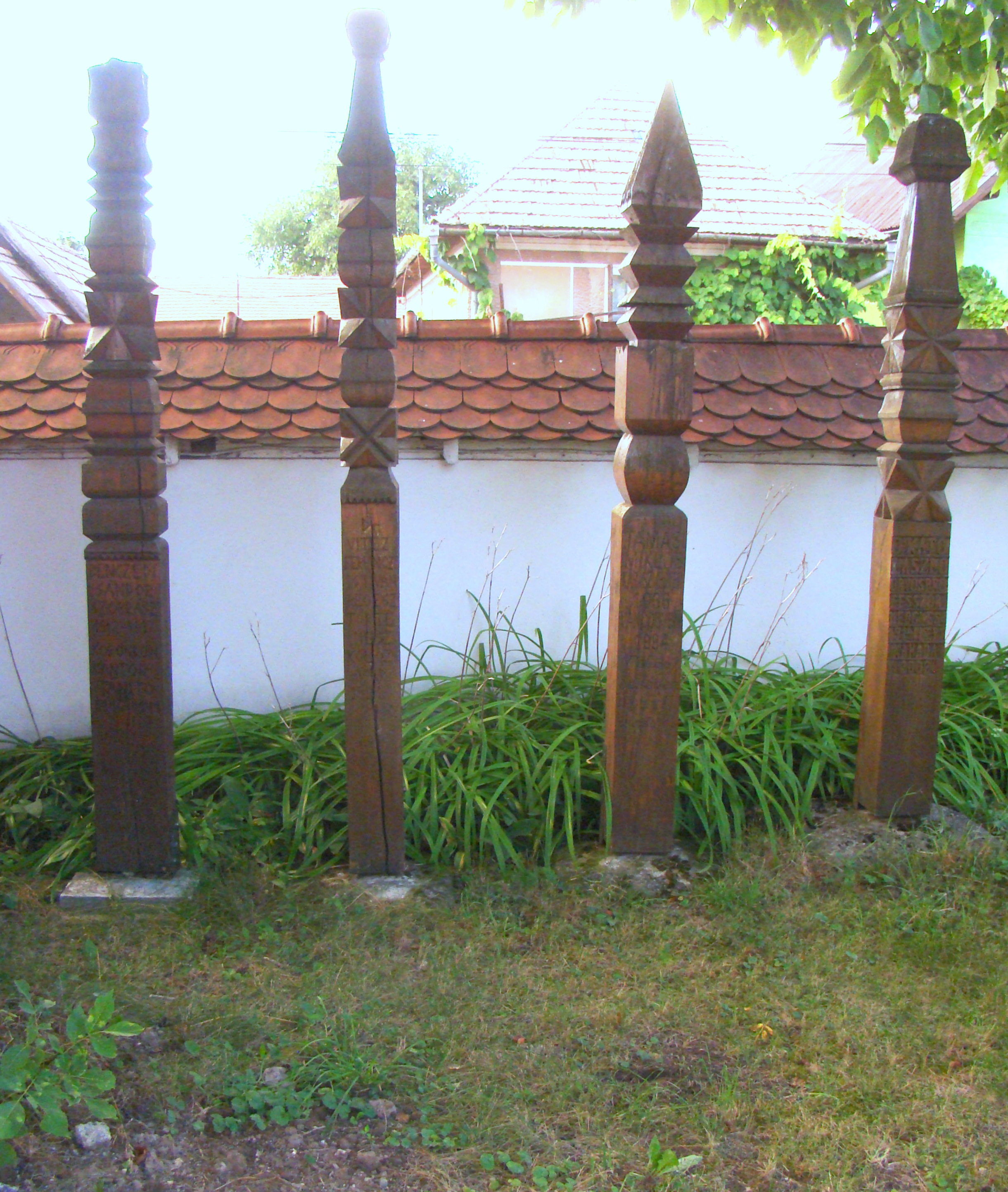
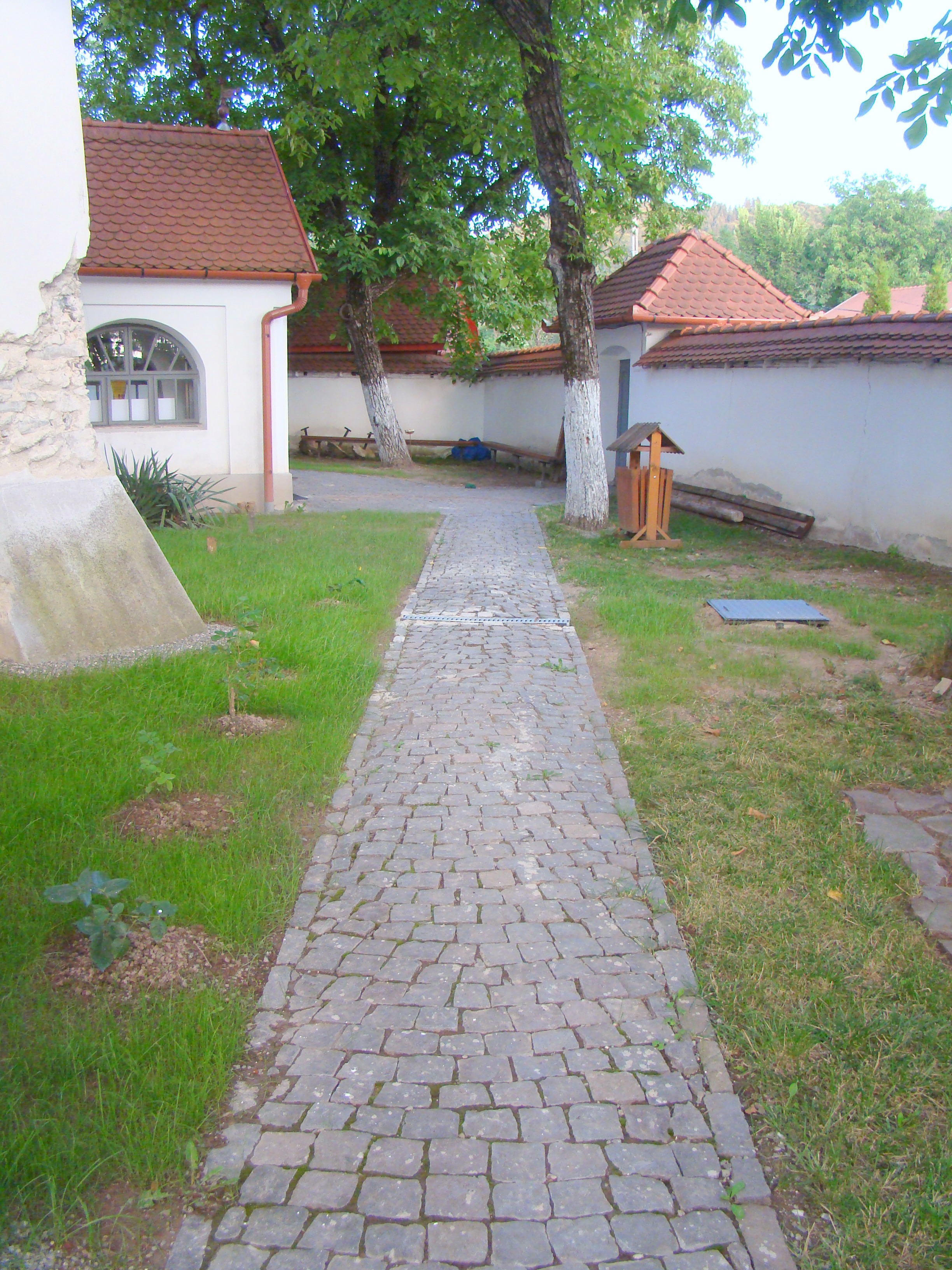
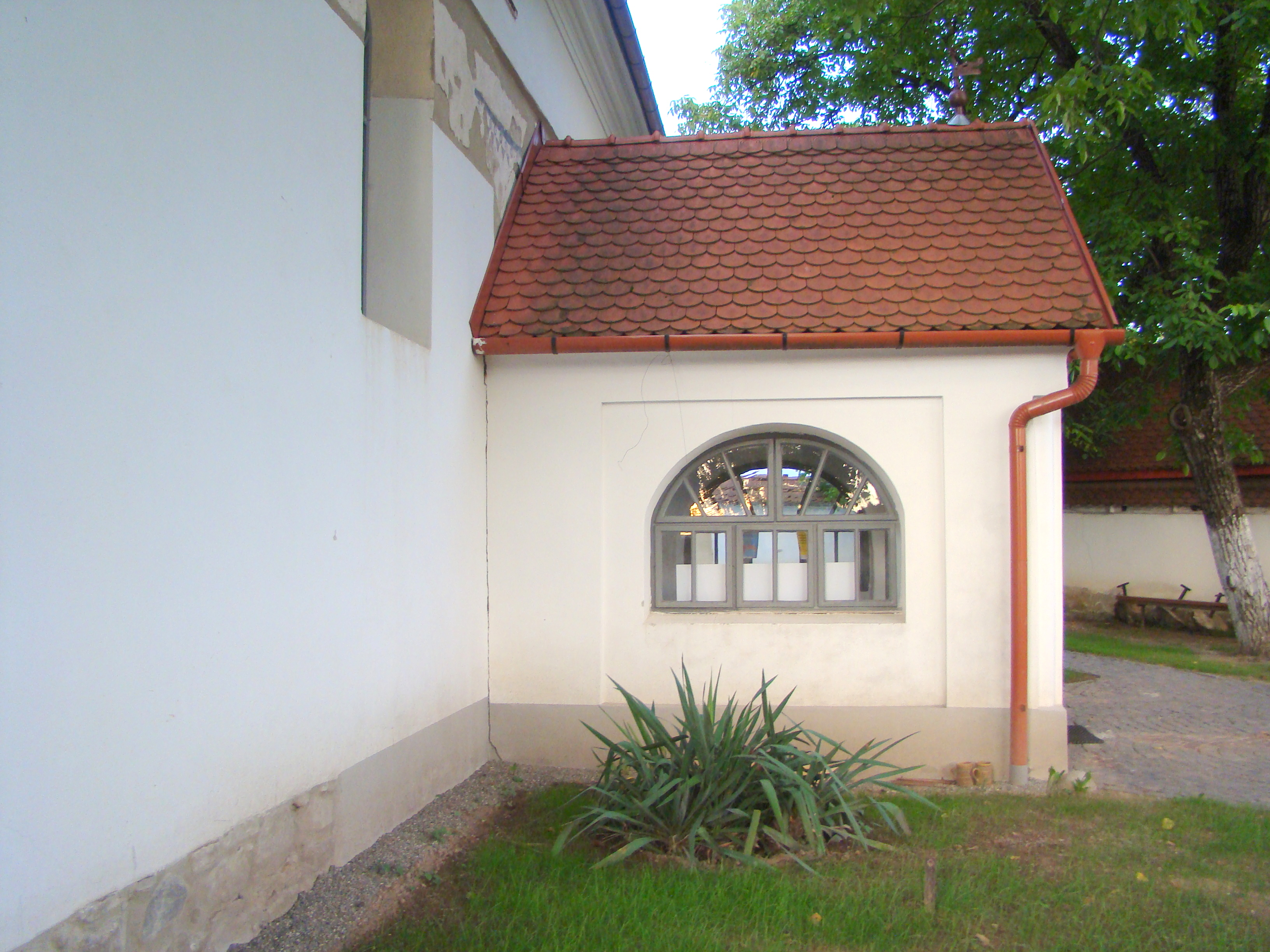
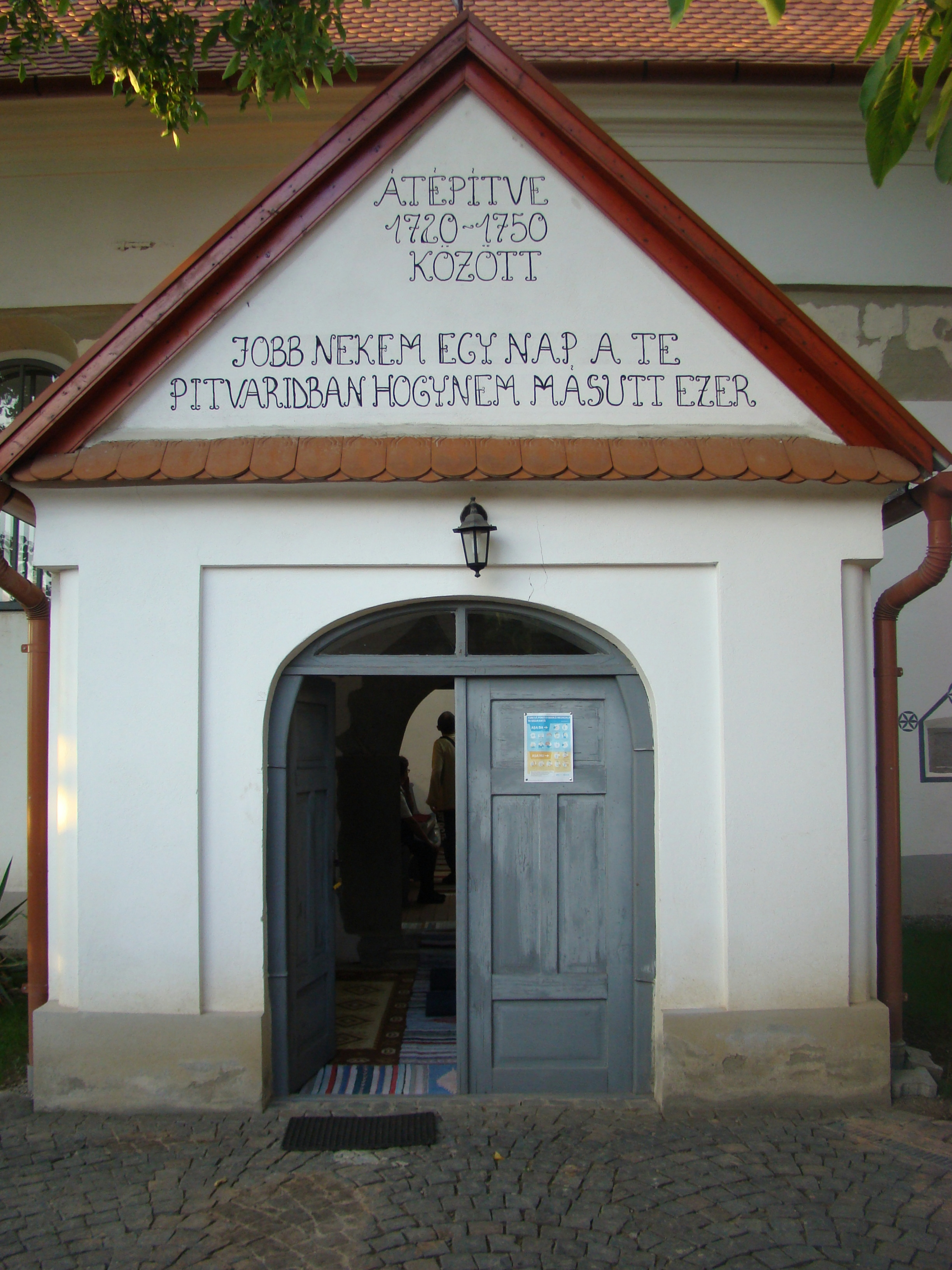
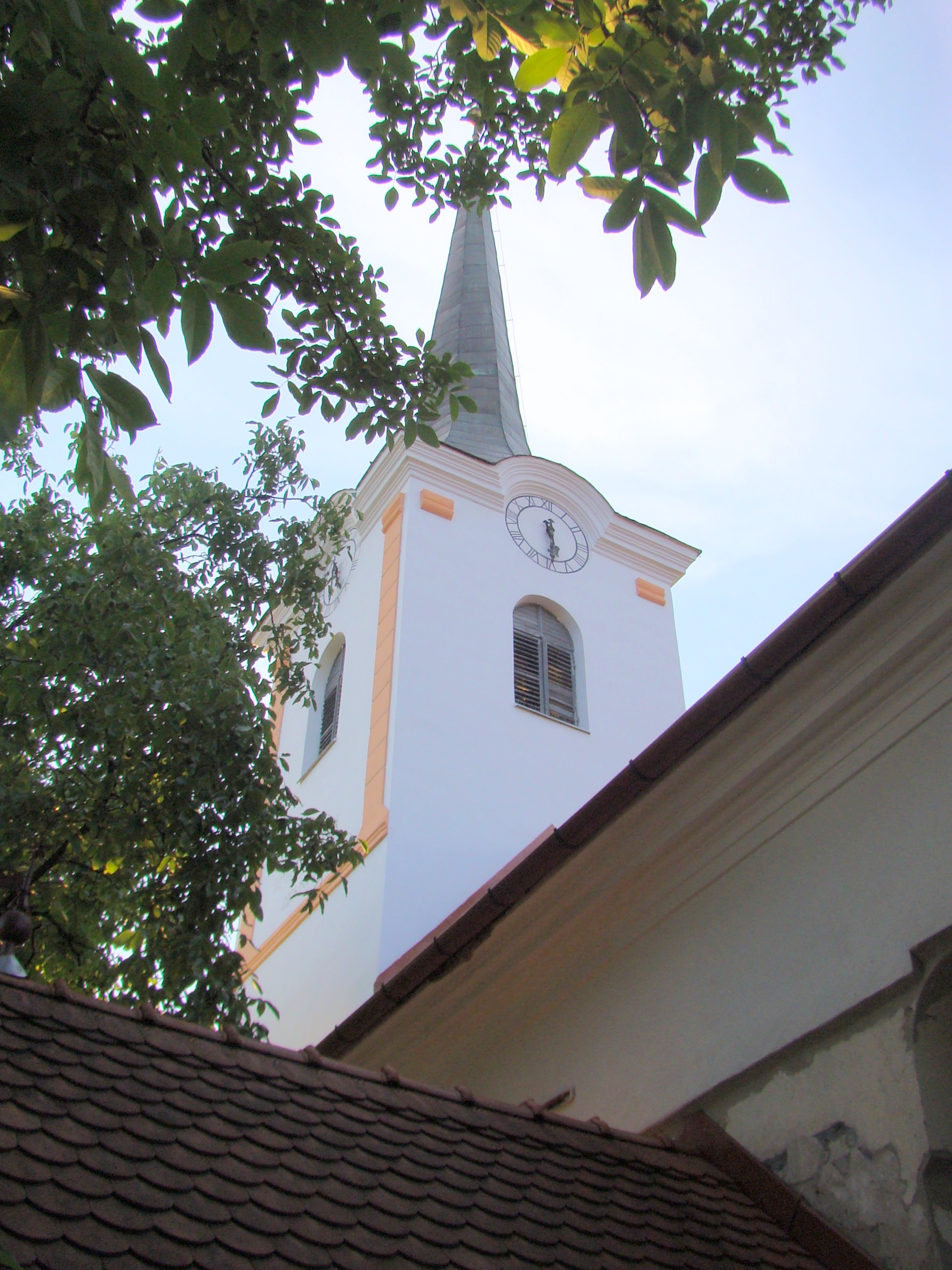
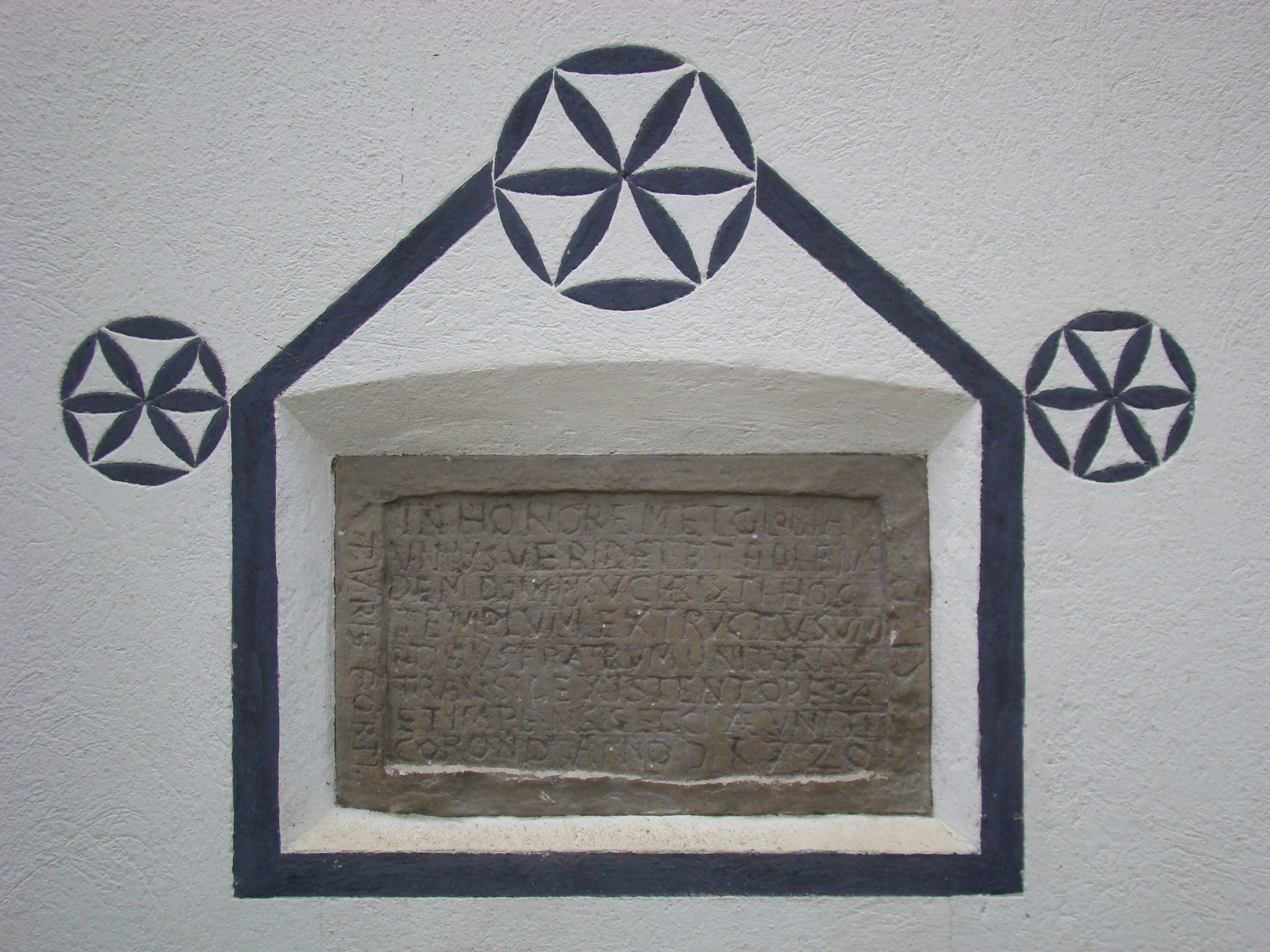
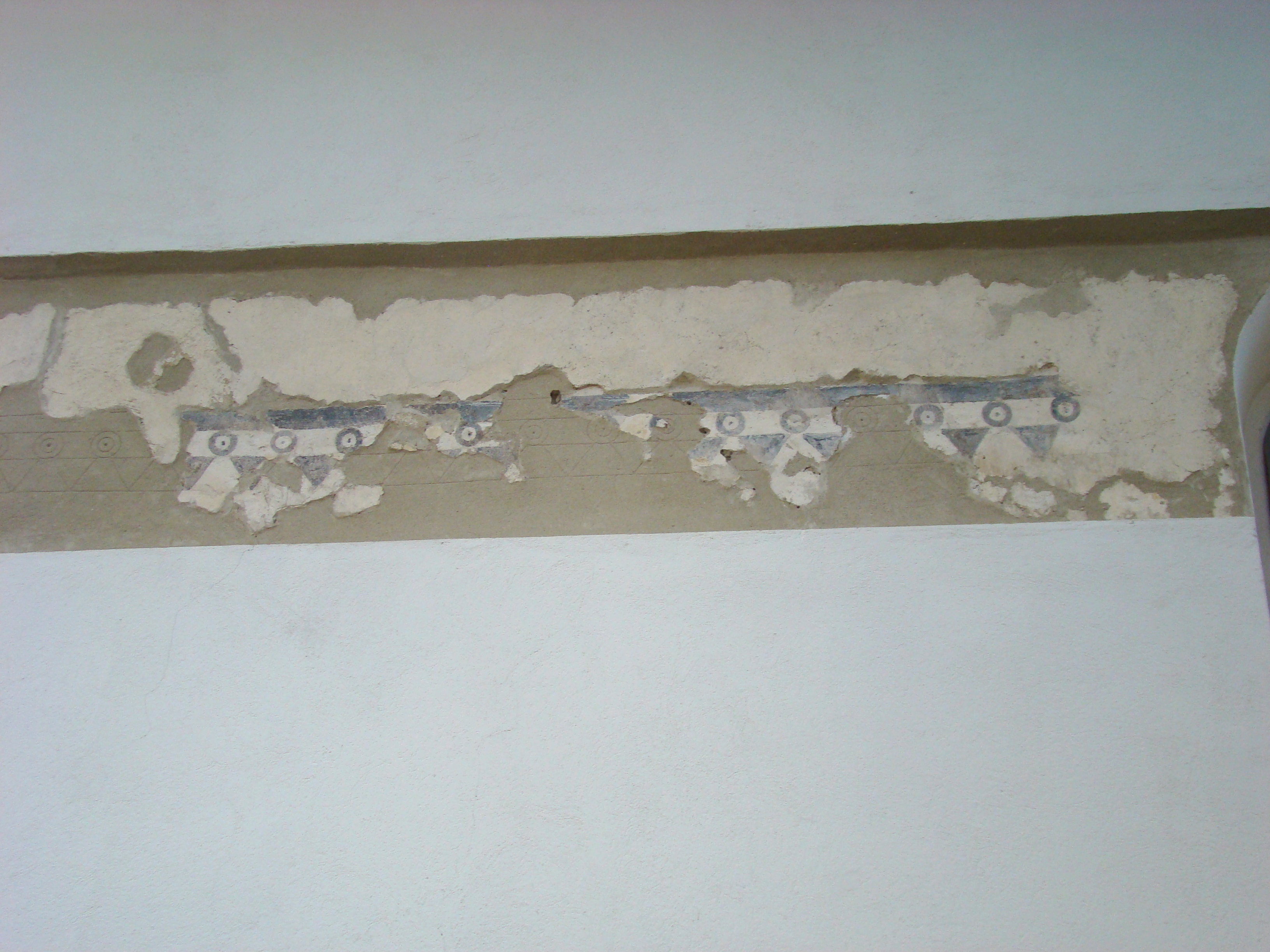
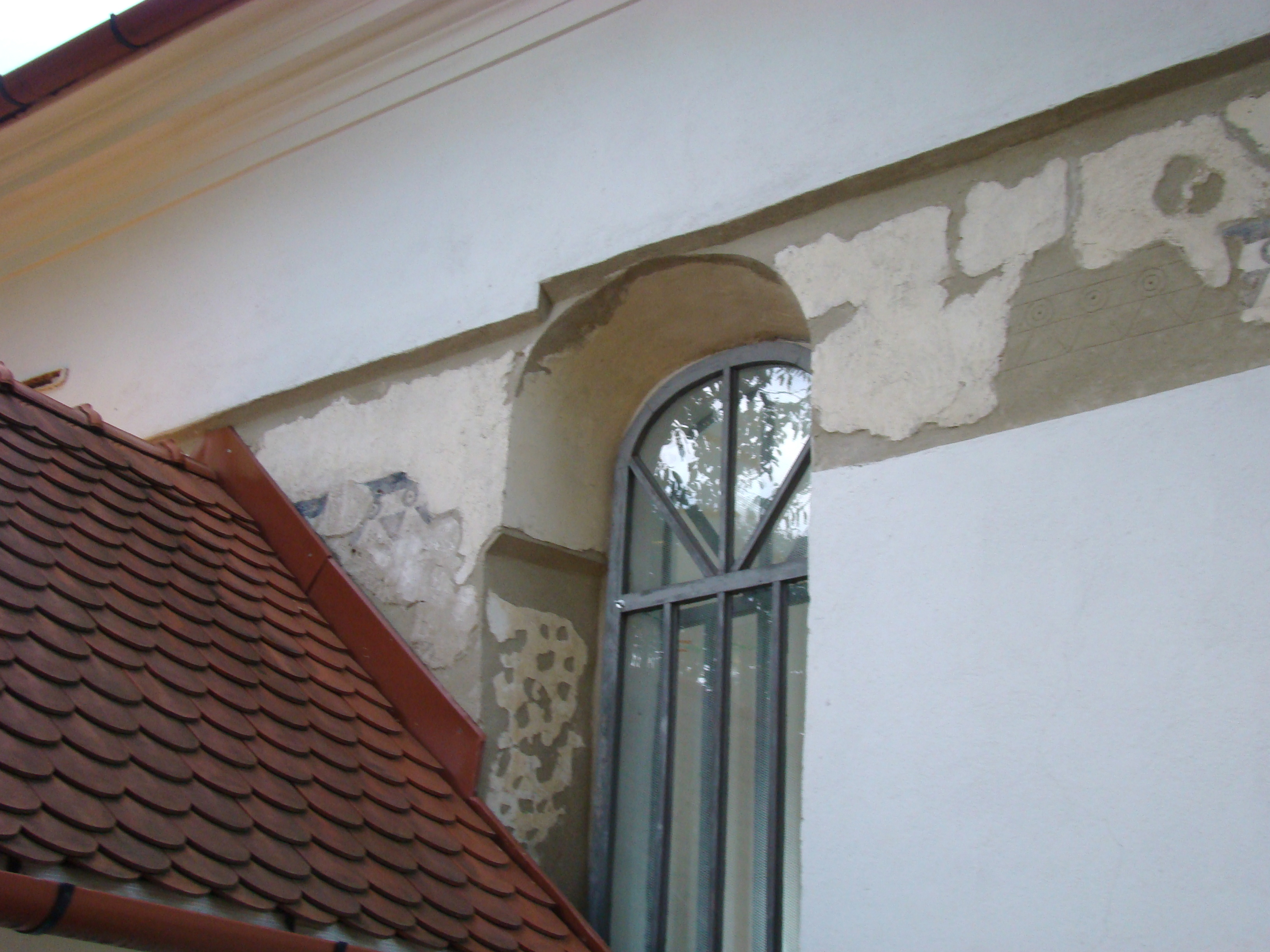
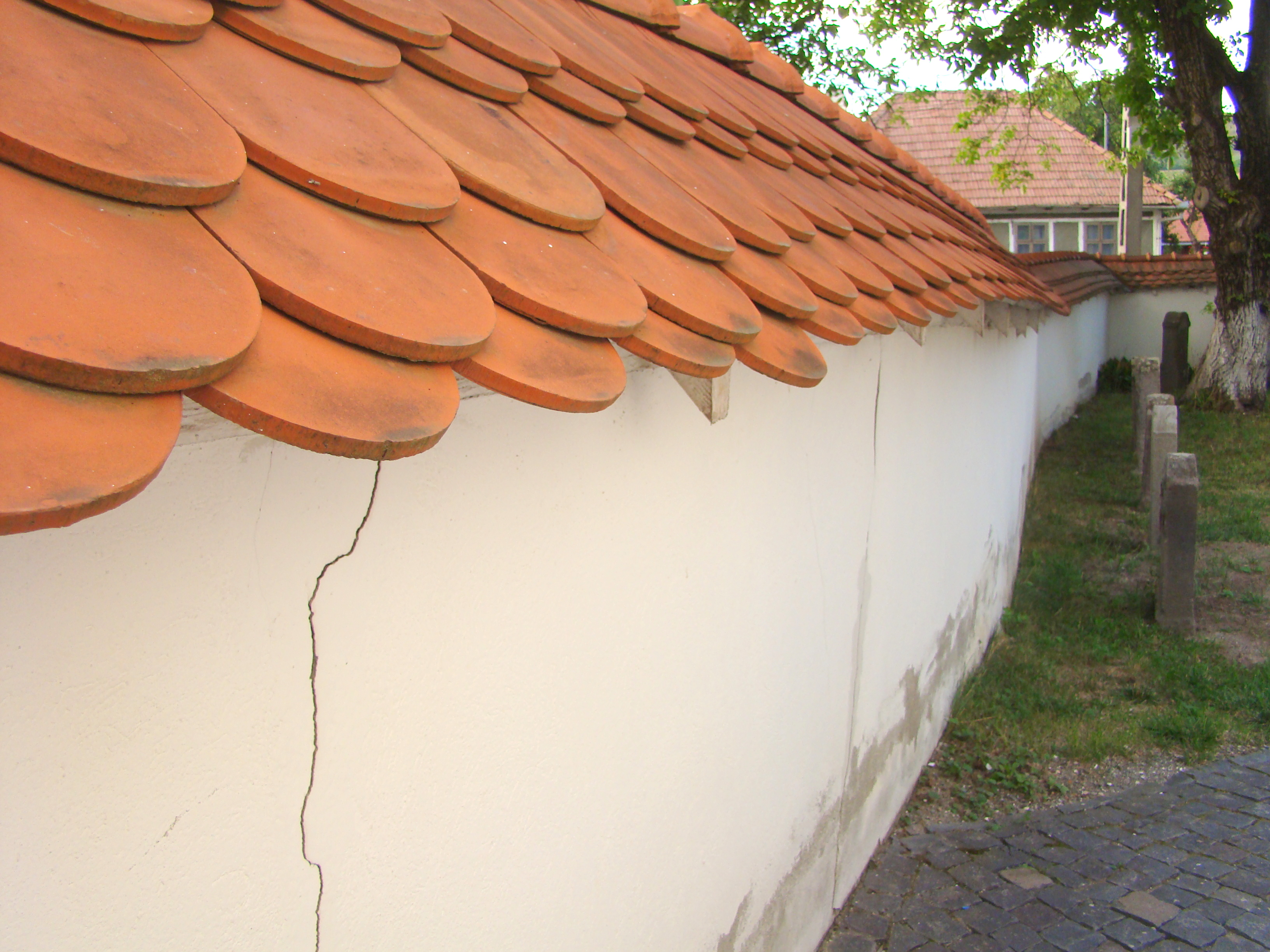
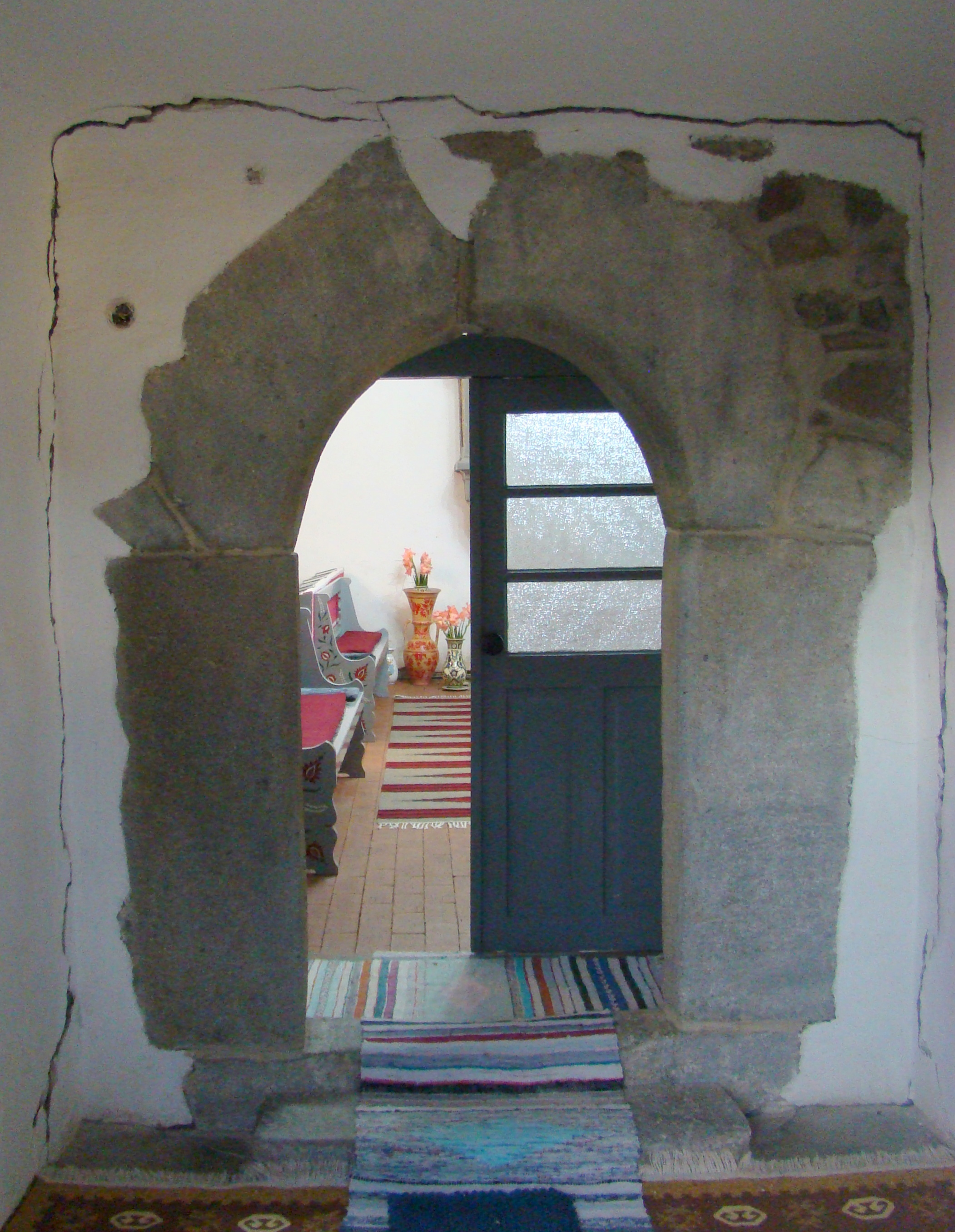
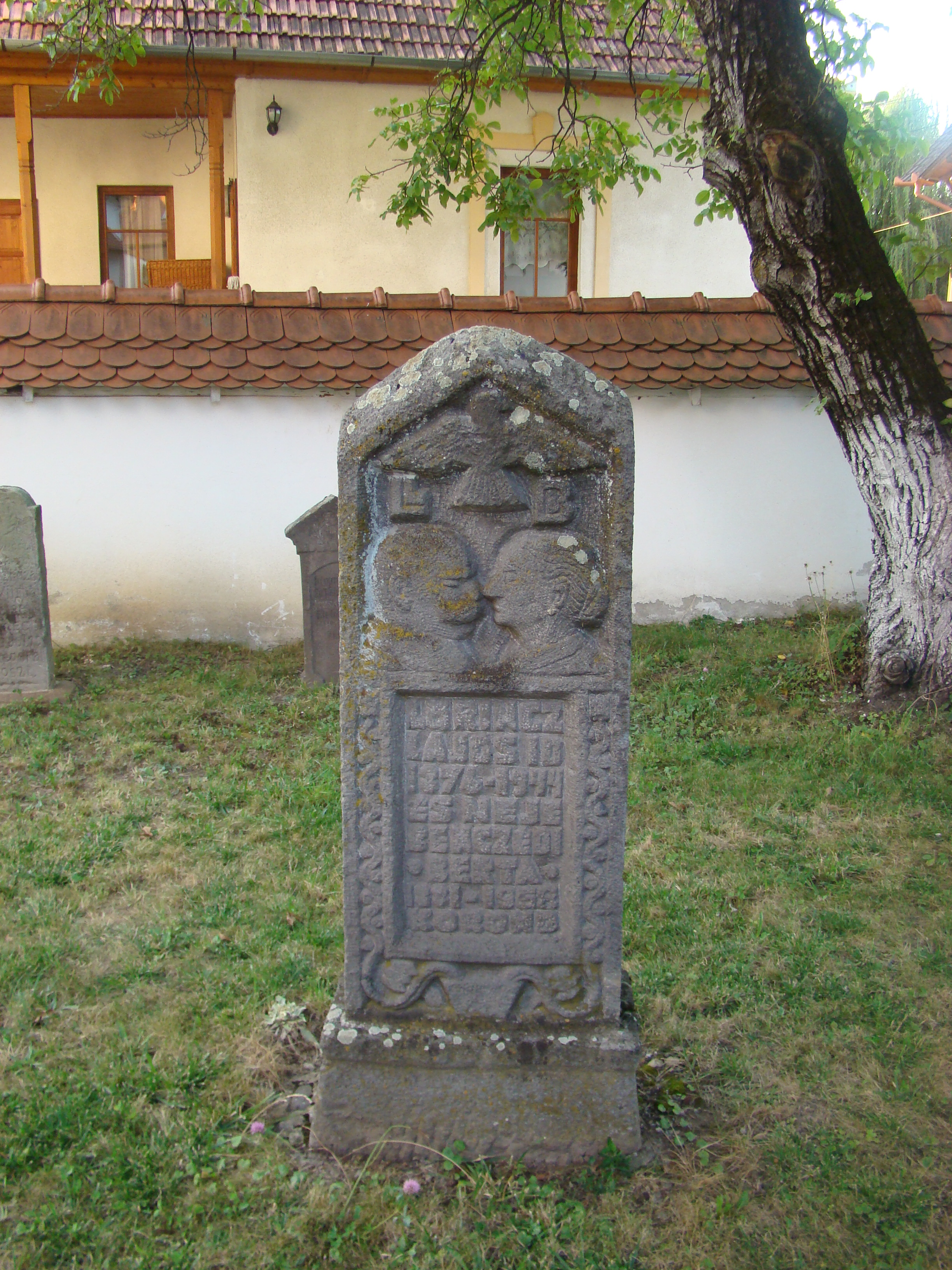
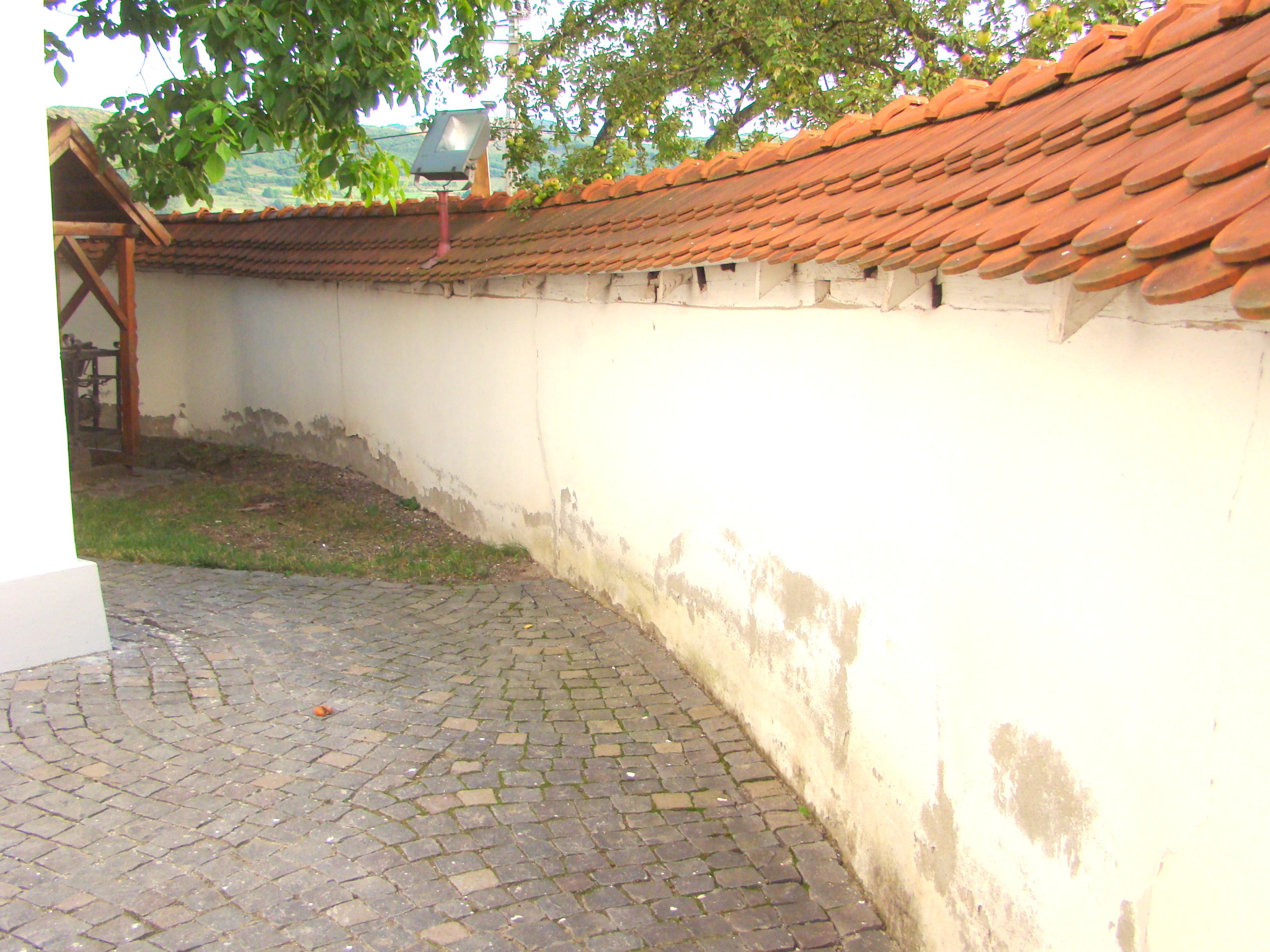

## Vezi și
- Corund, Harghita

## Imagini din interior

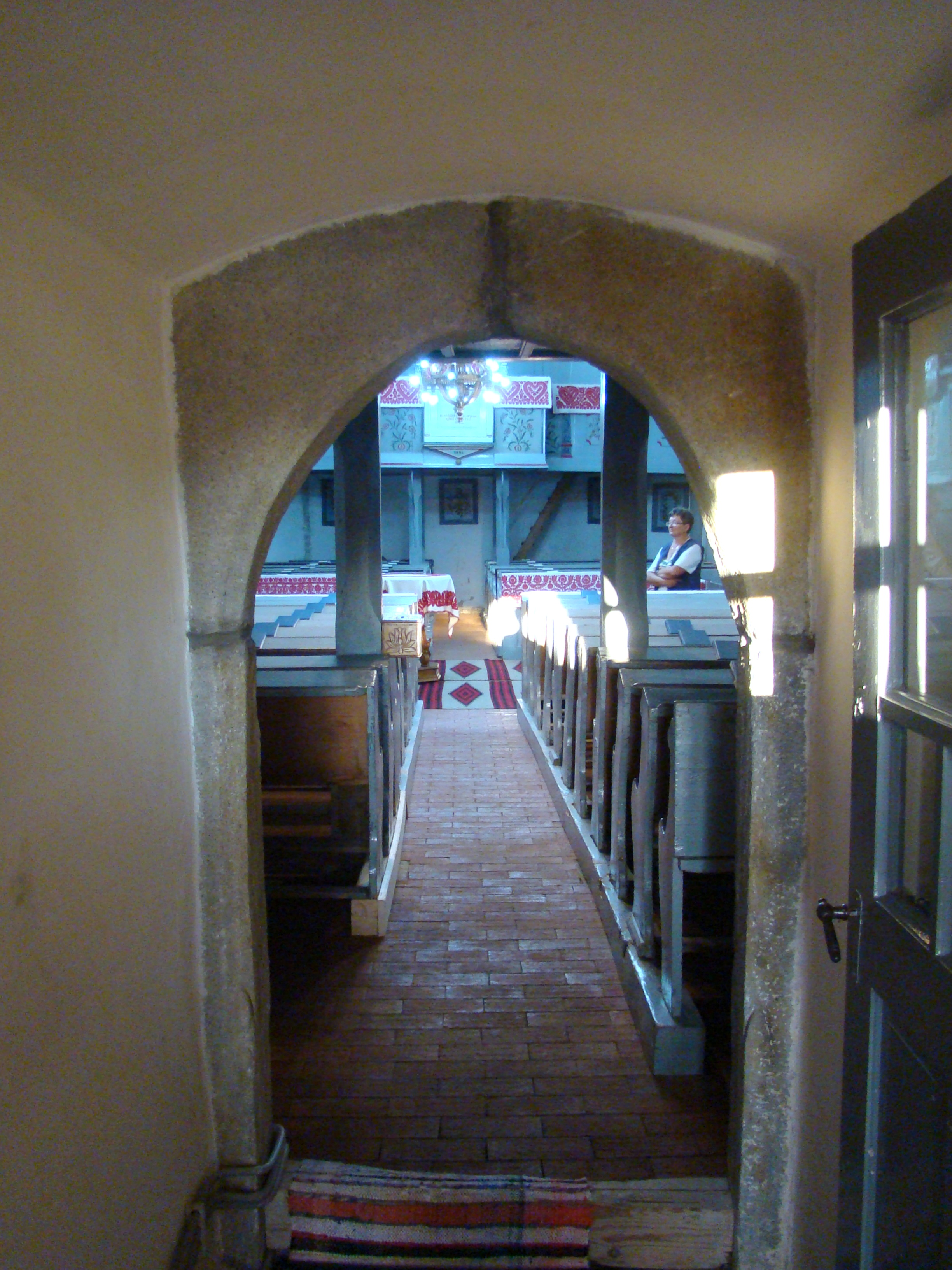
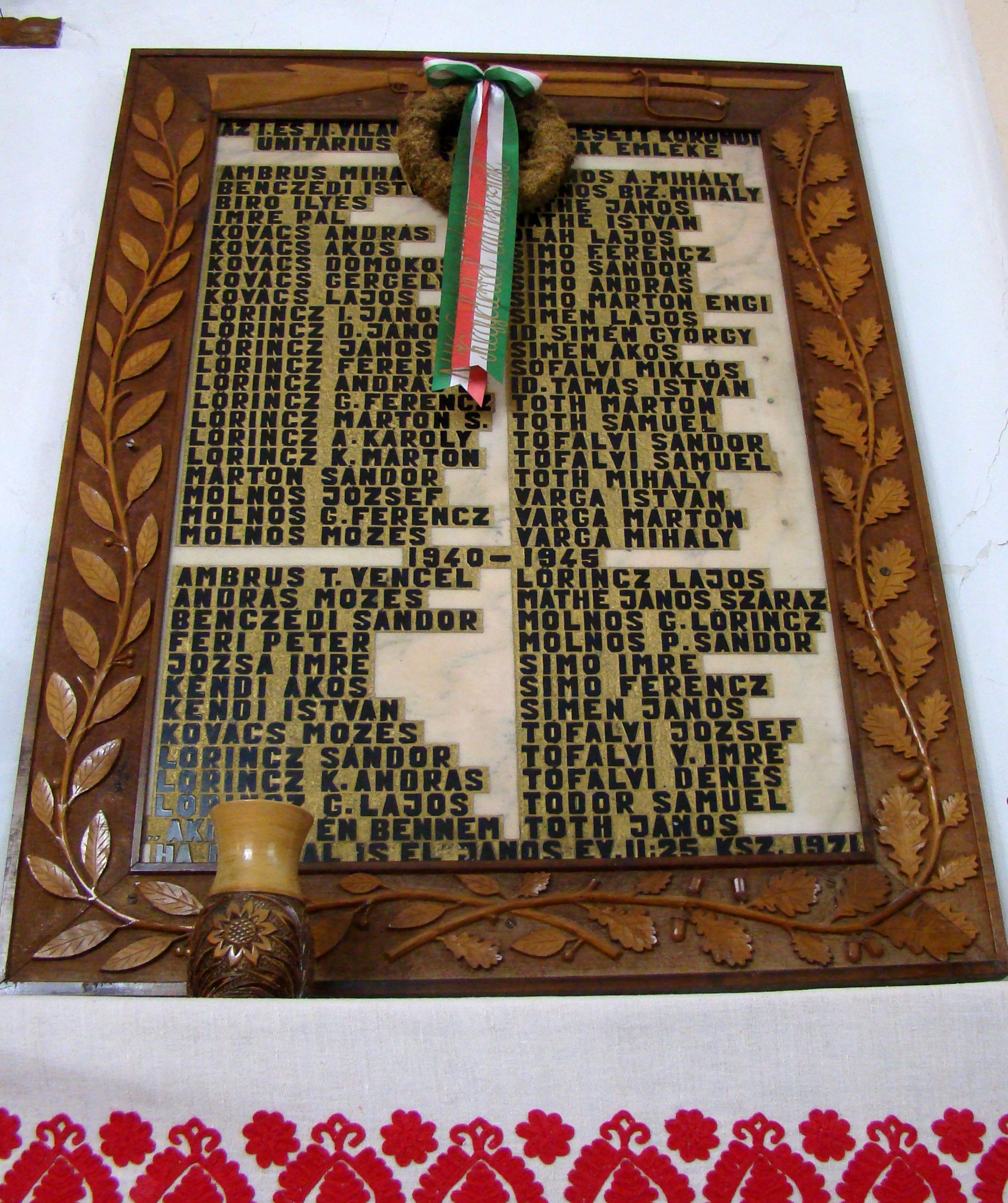
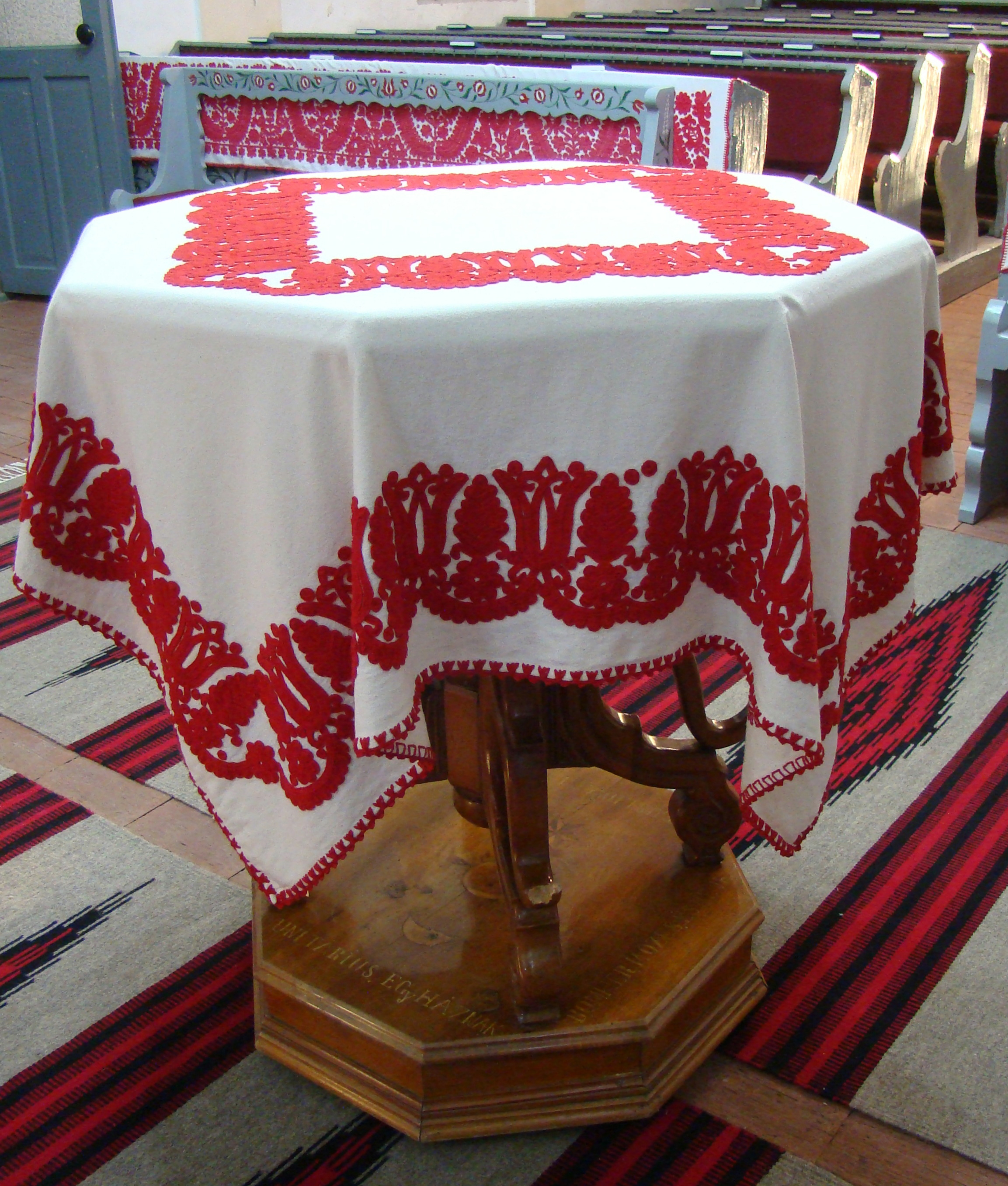
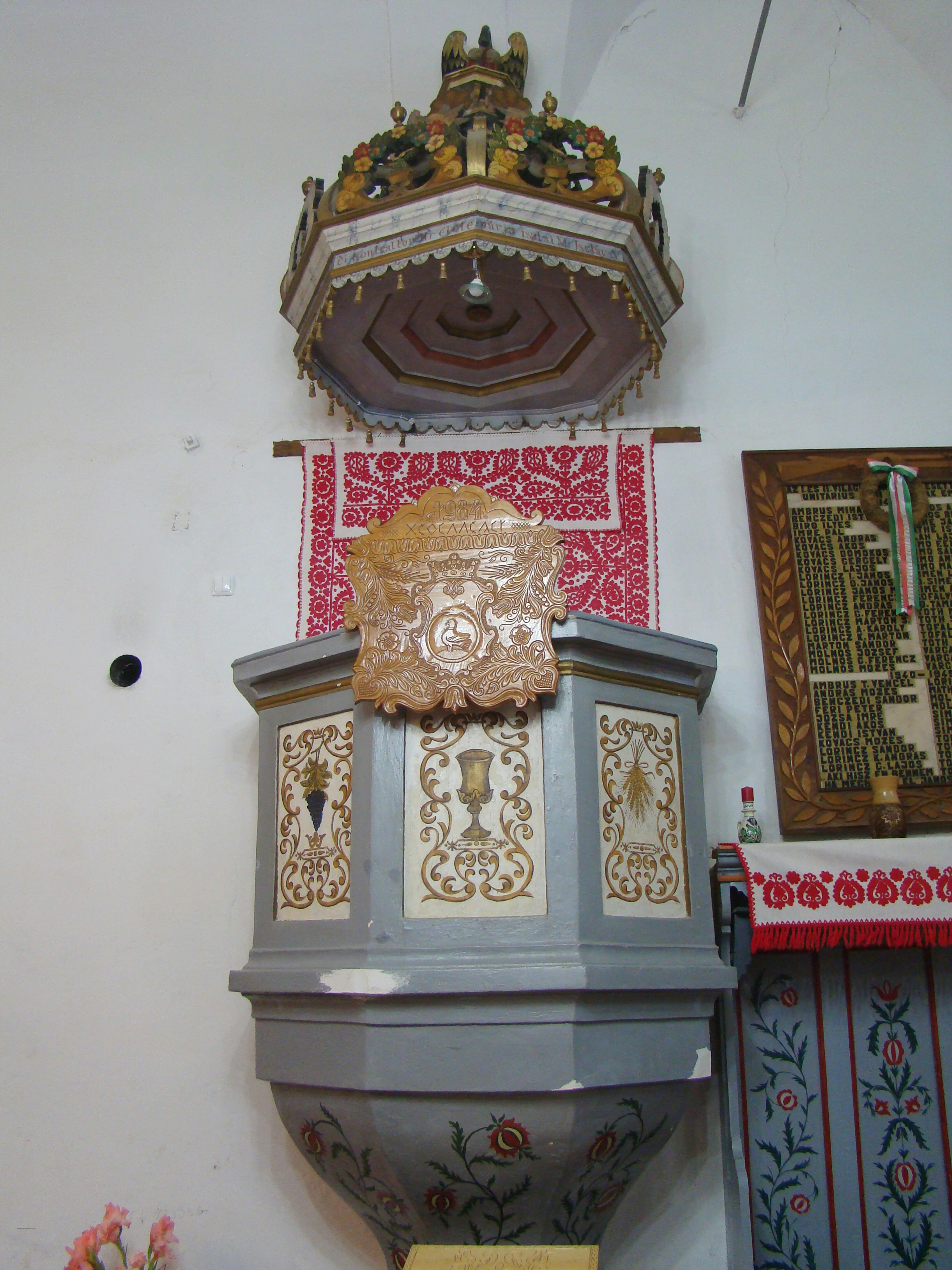
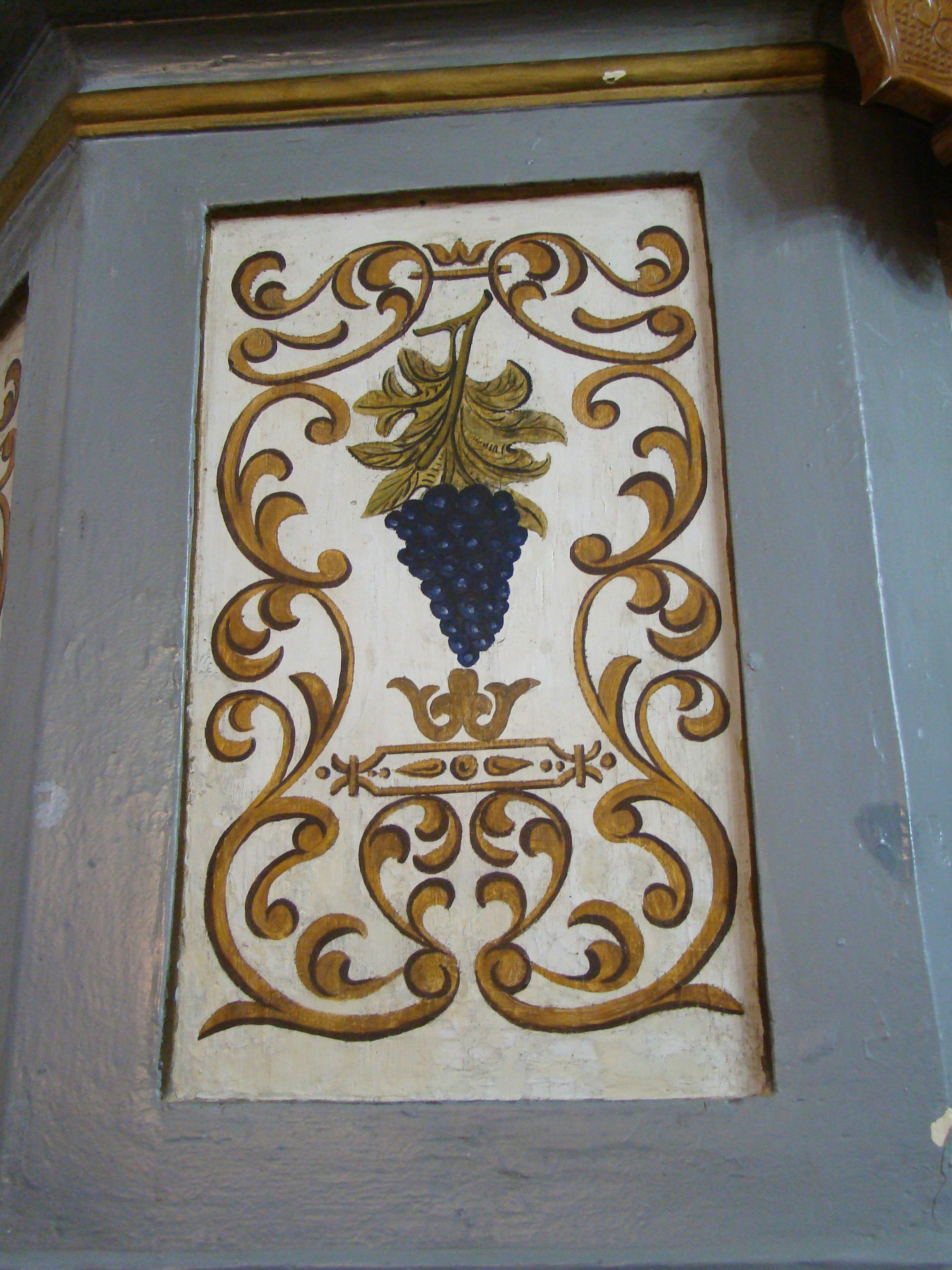
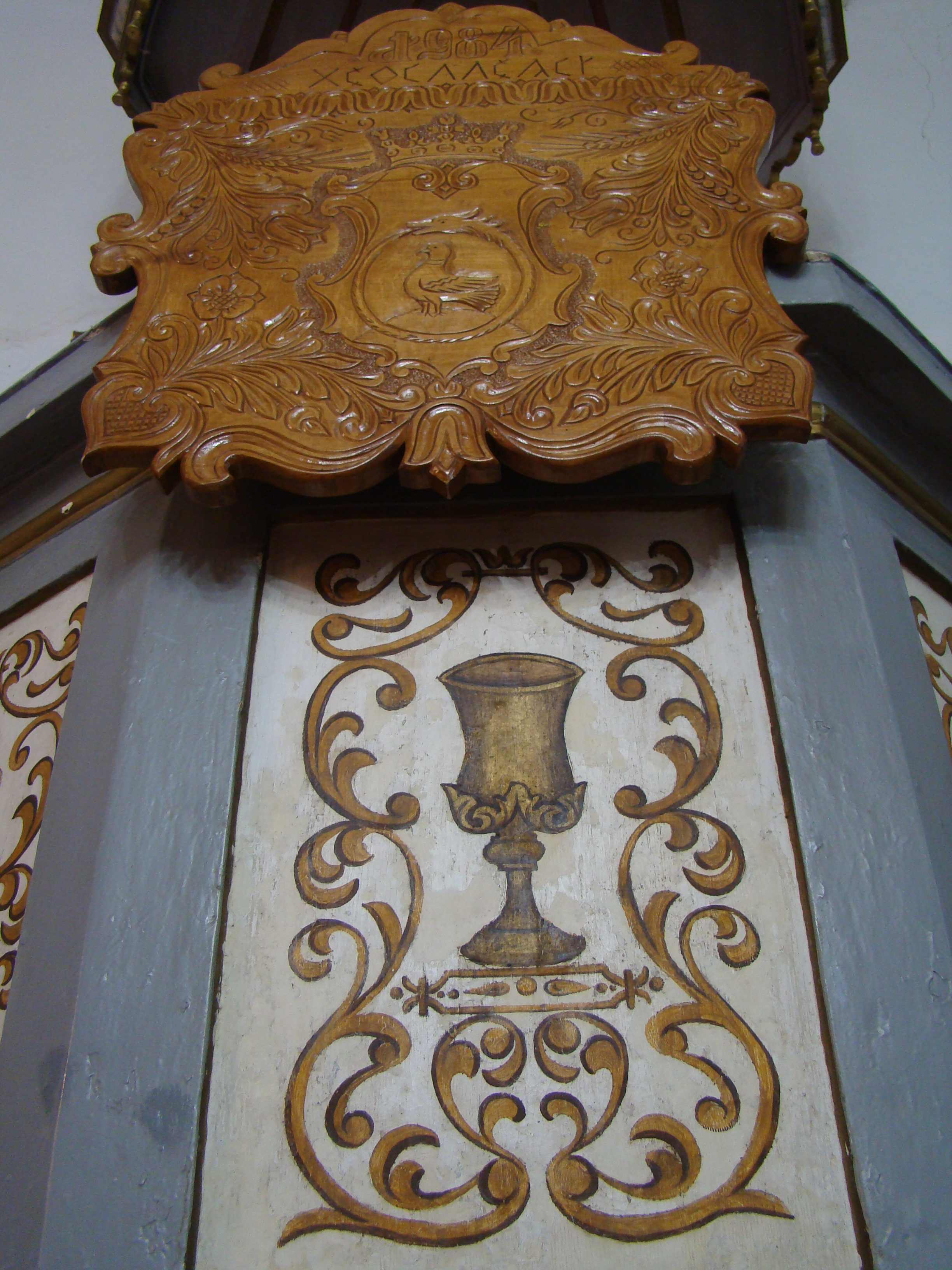
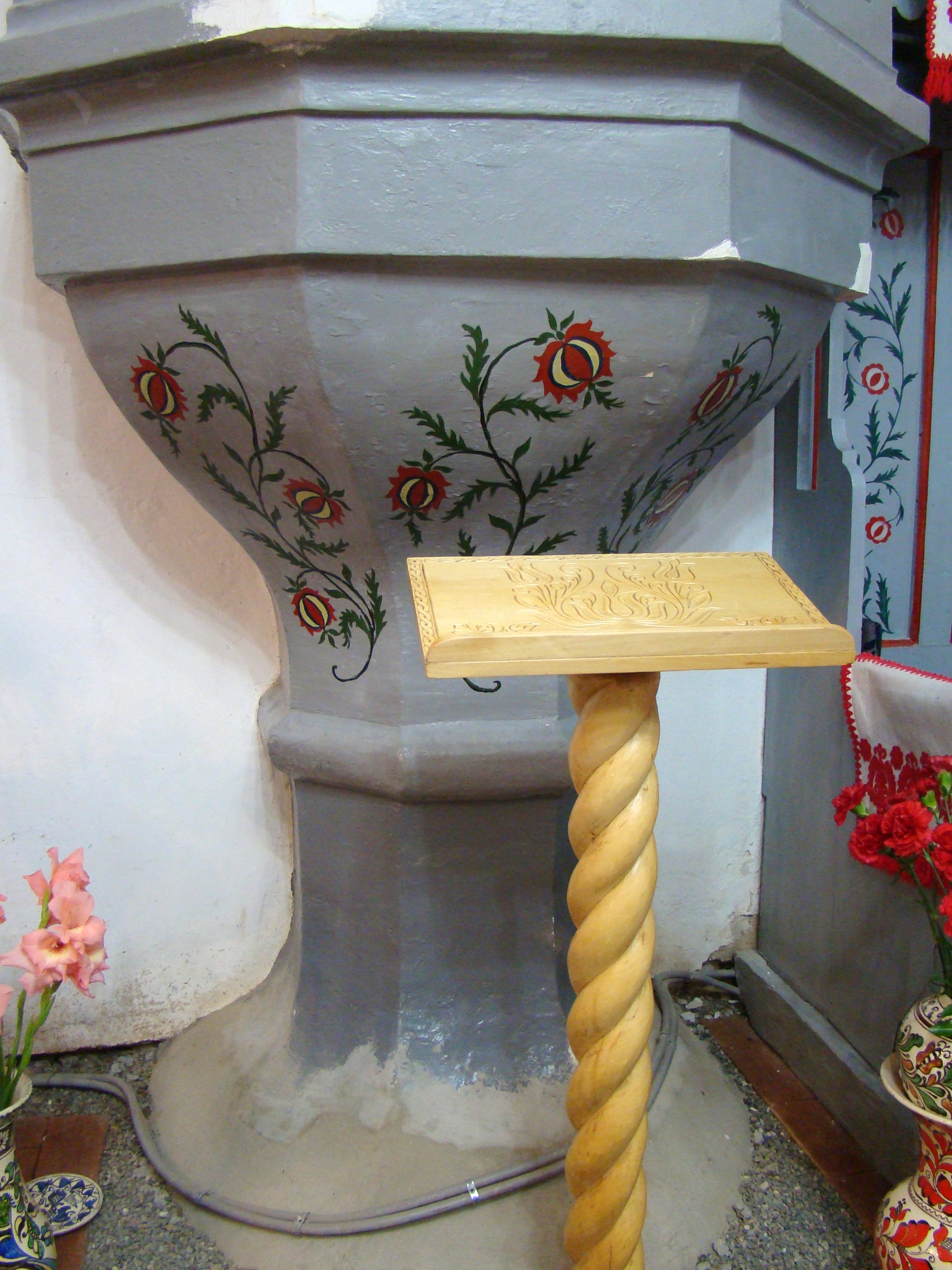
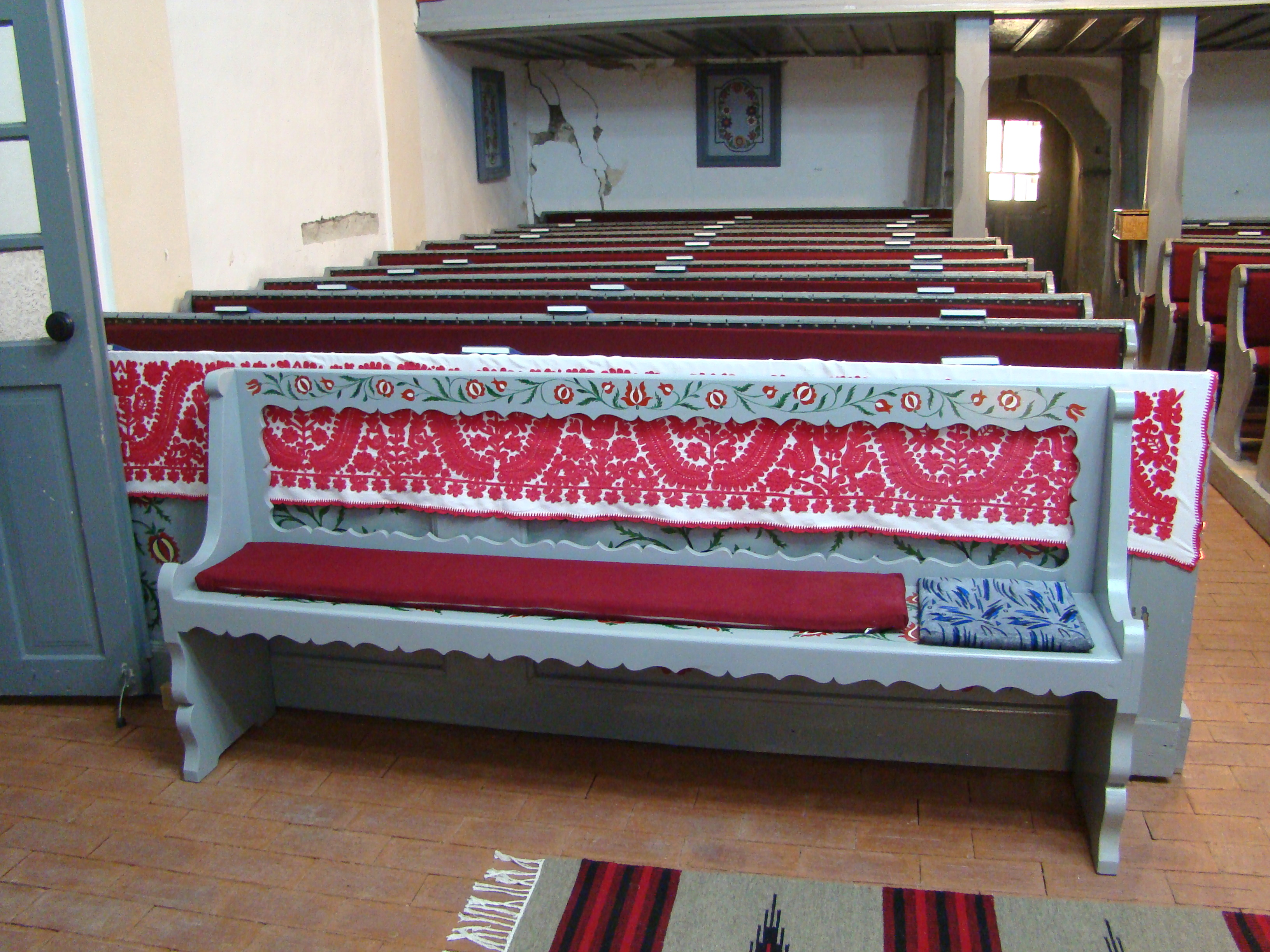
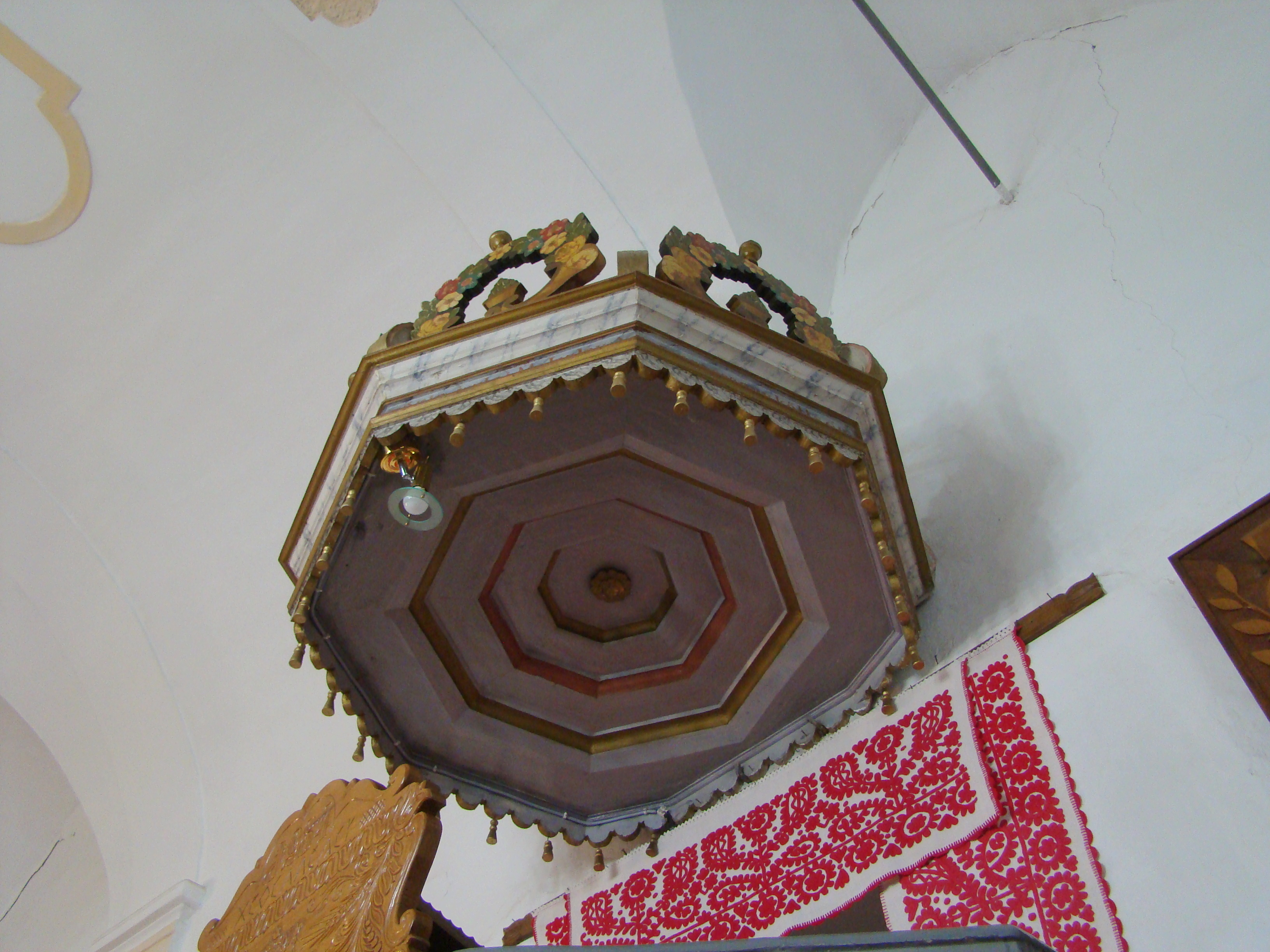
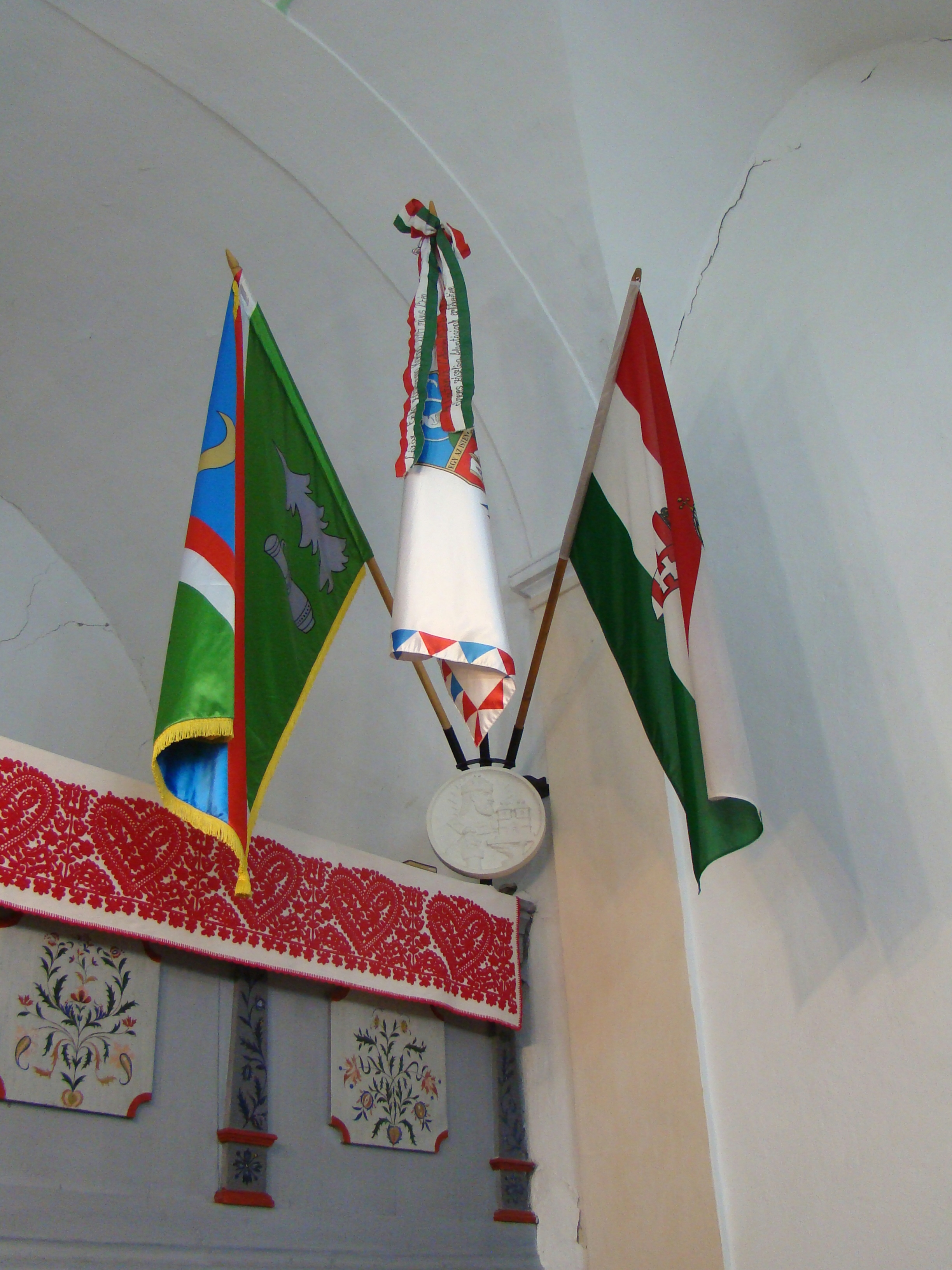
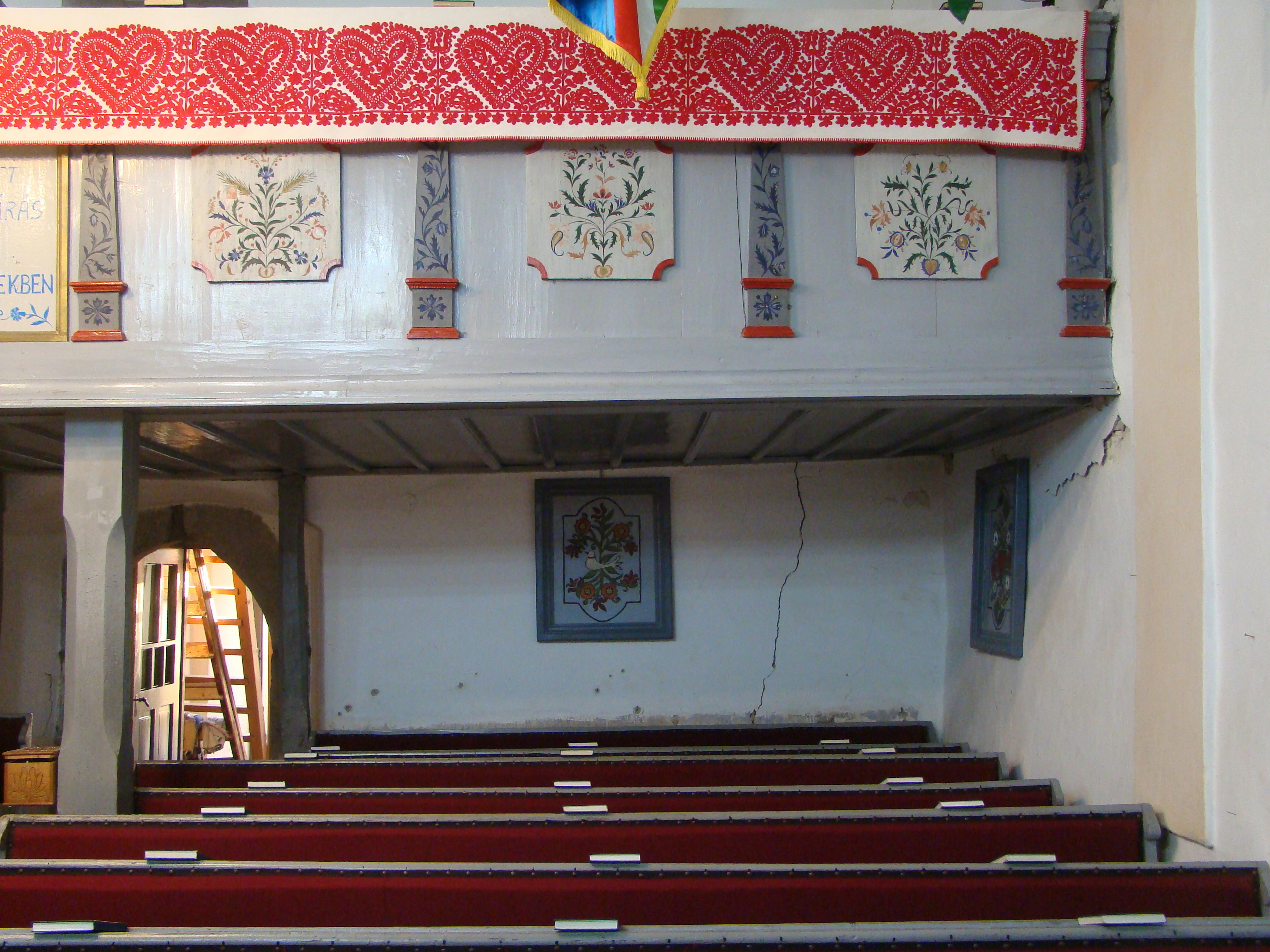
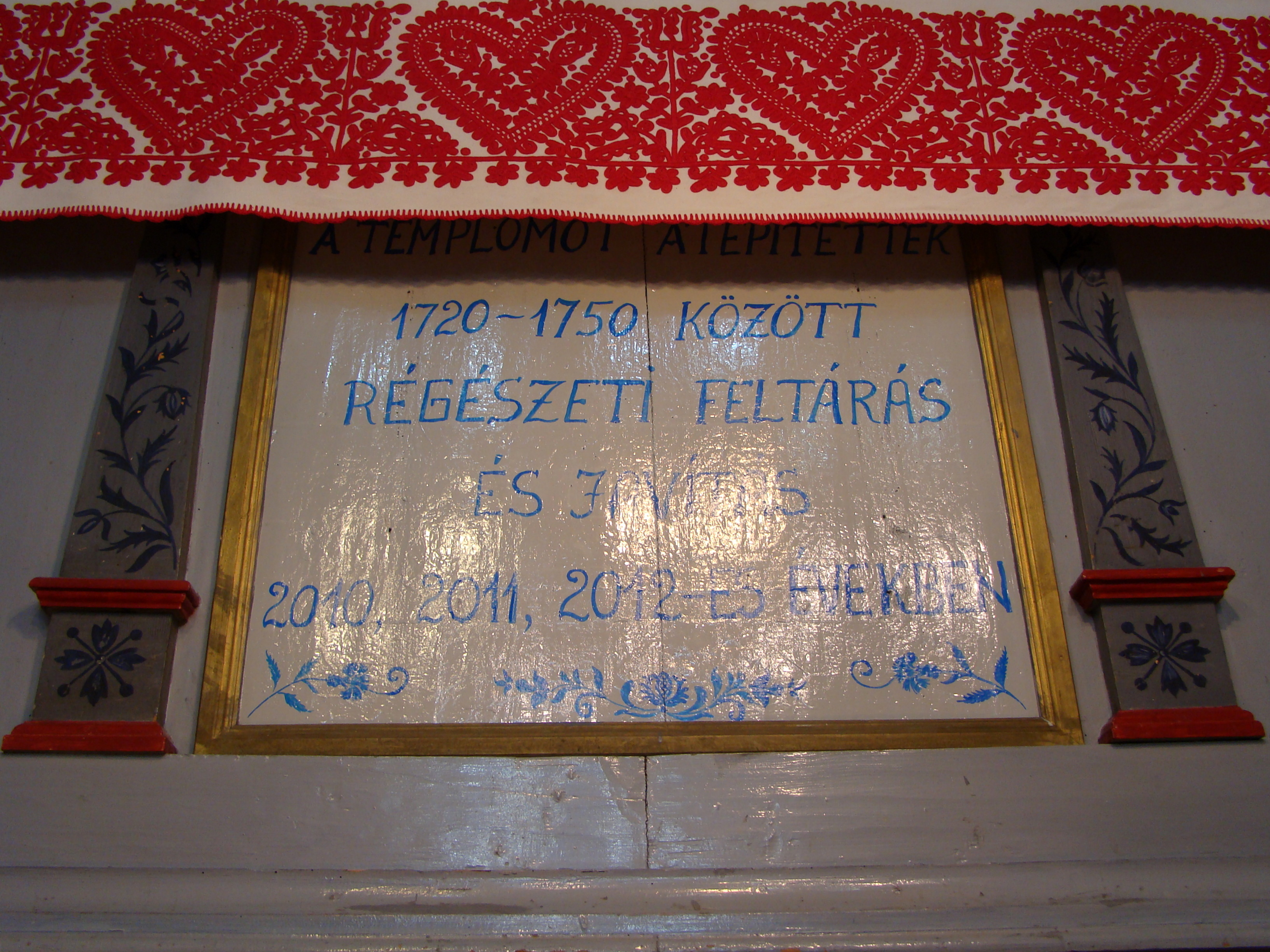
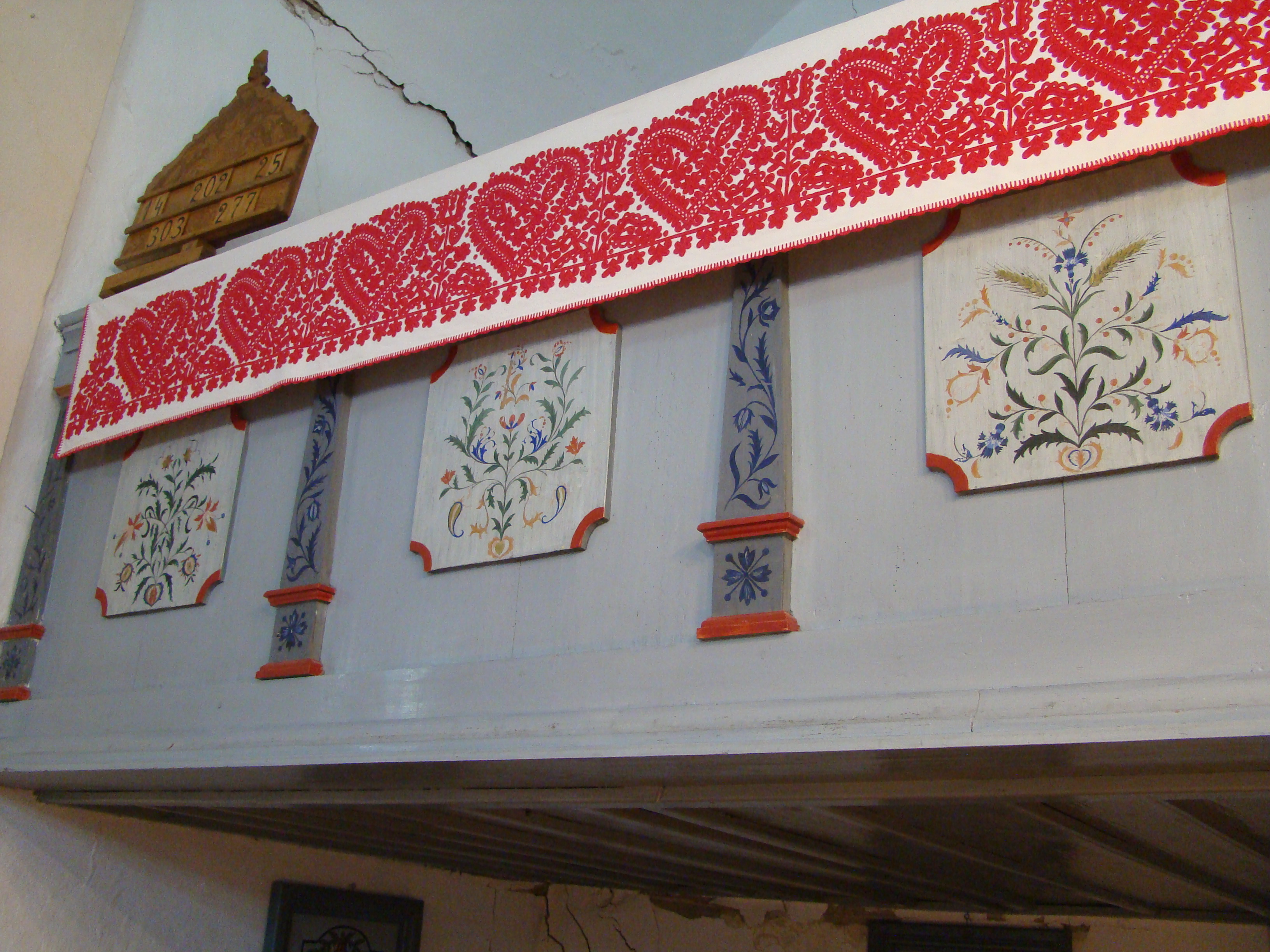
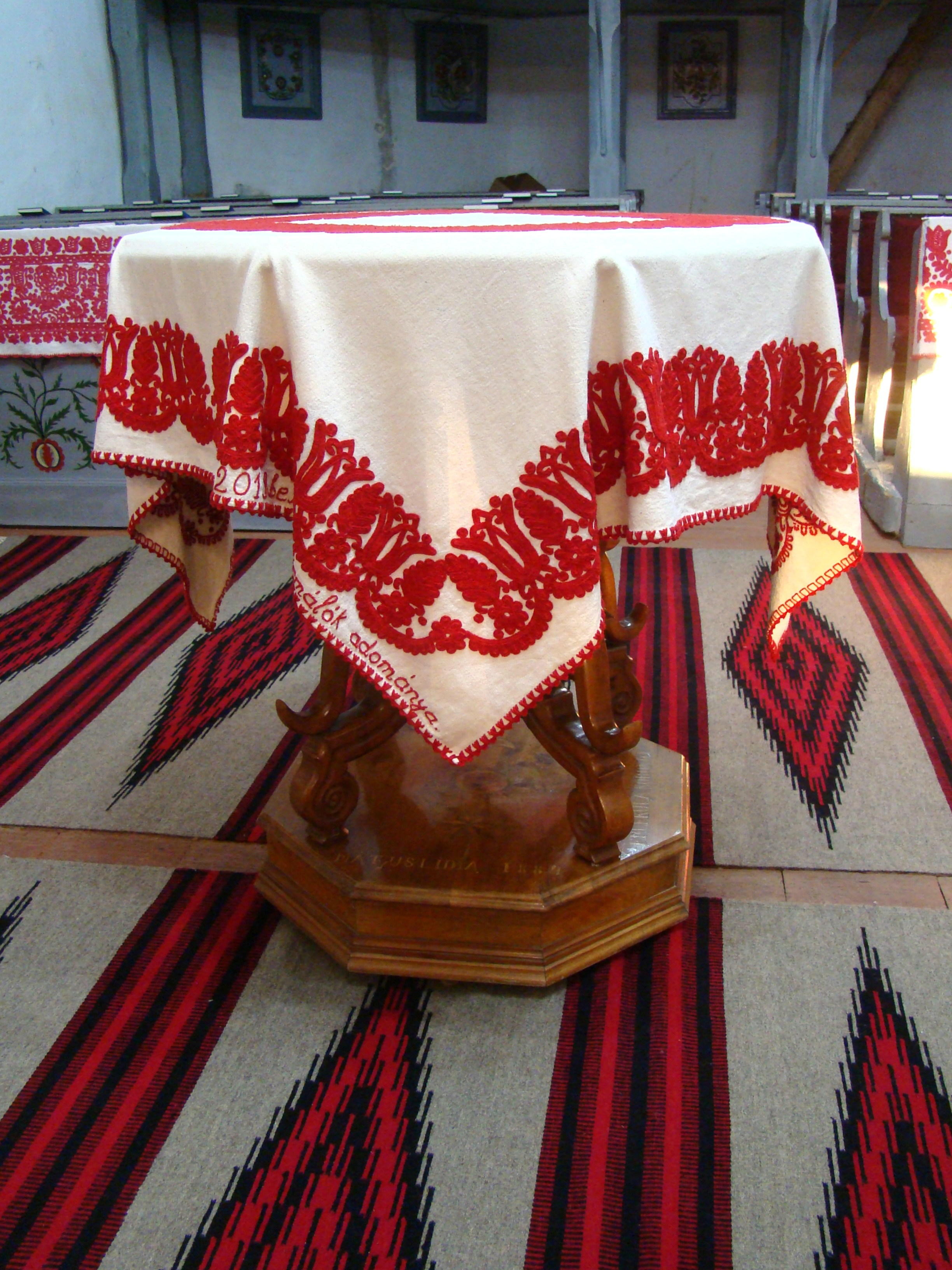
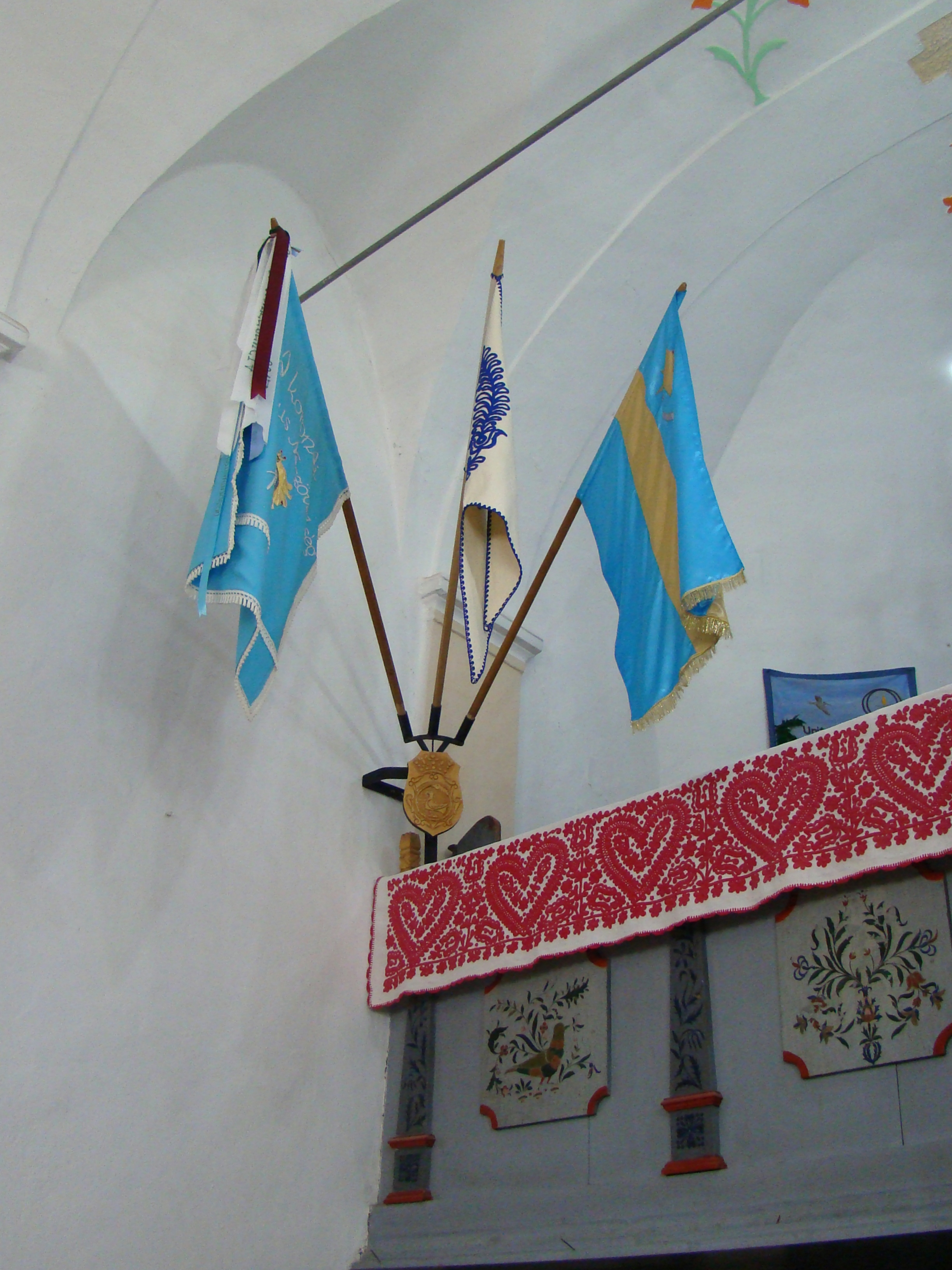
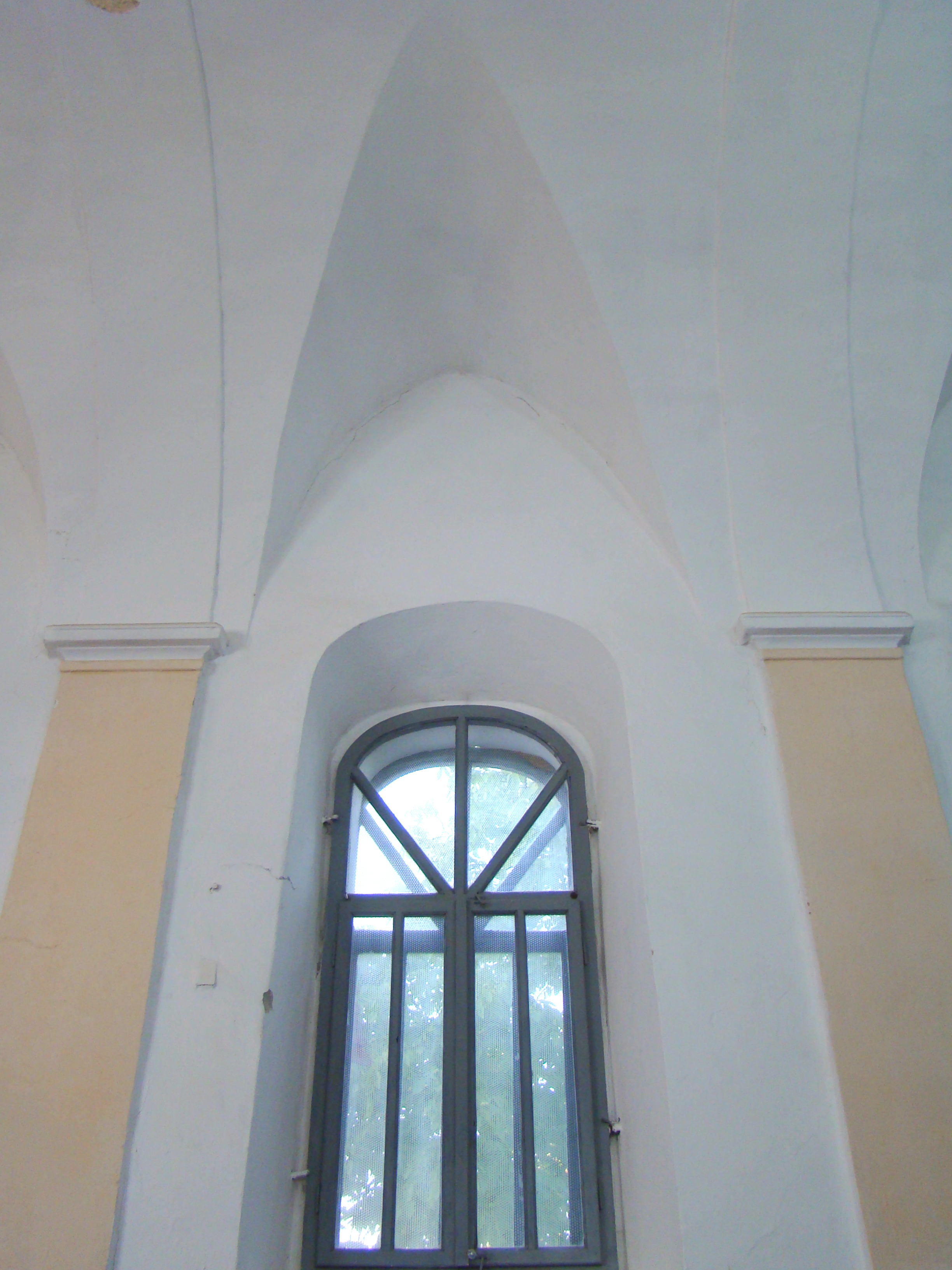
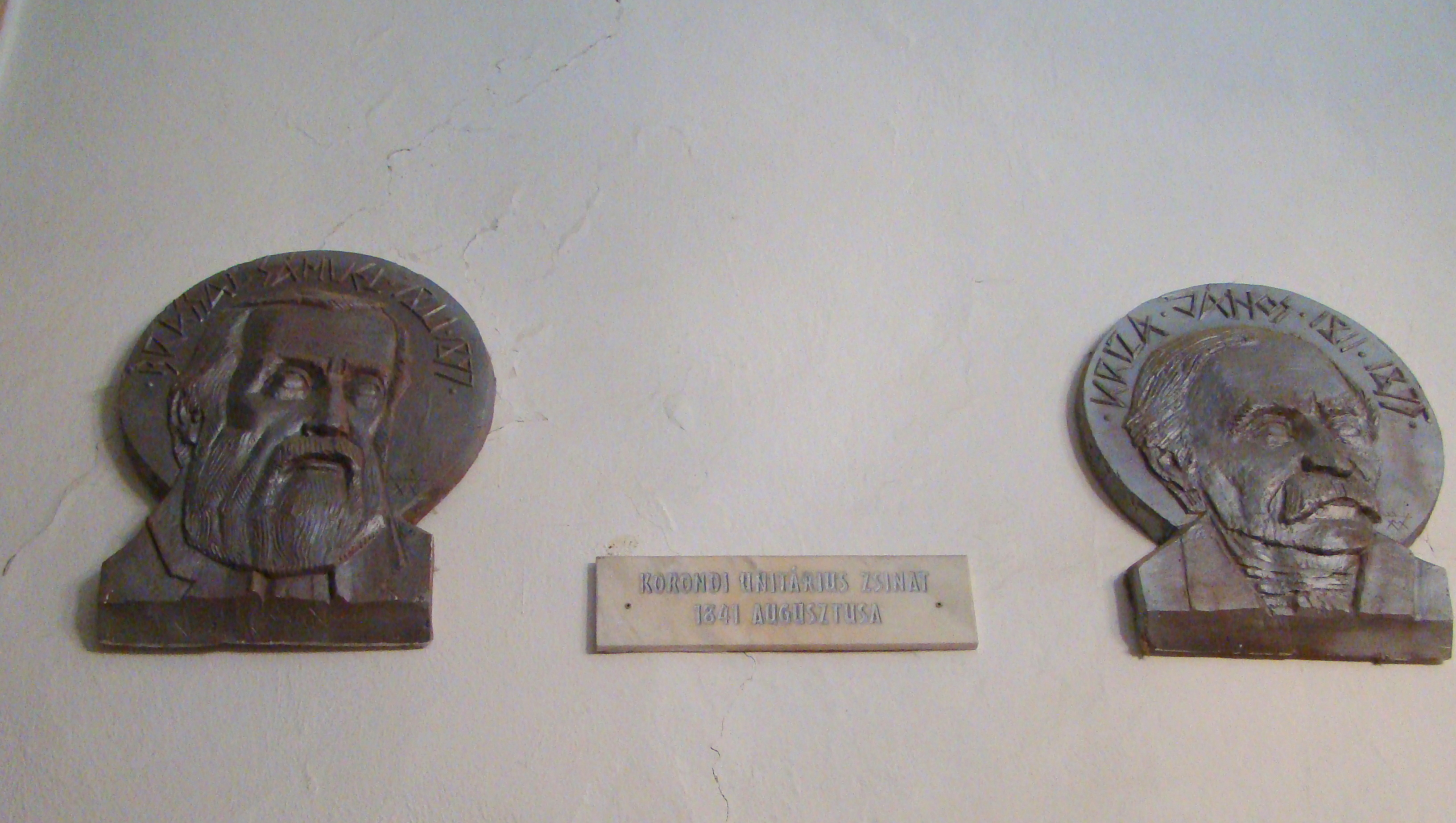
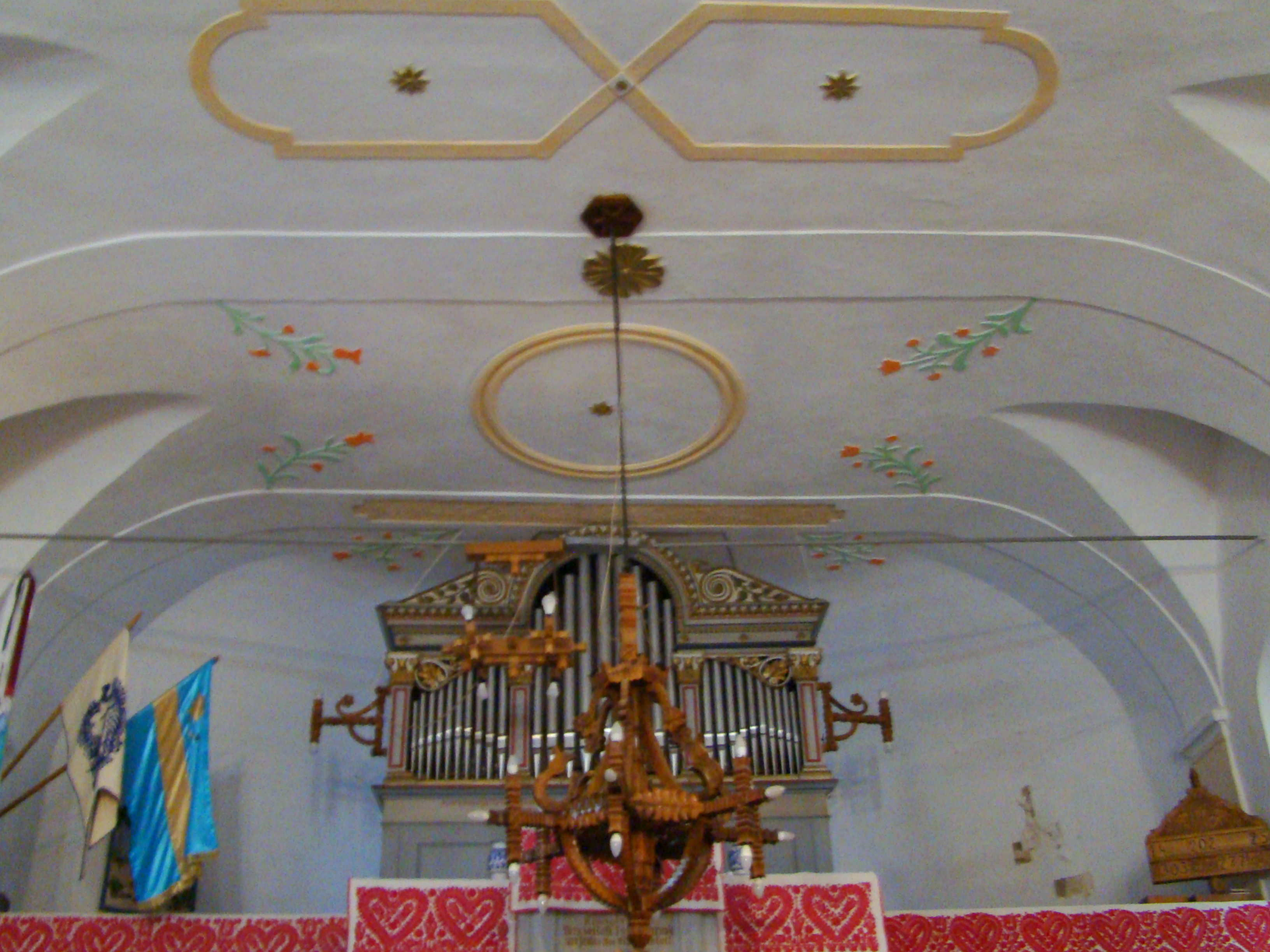
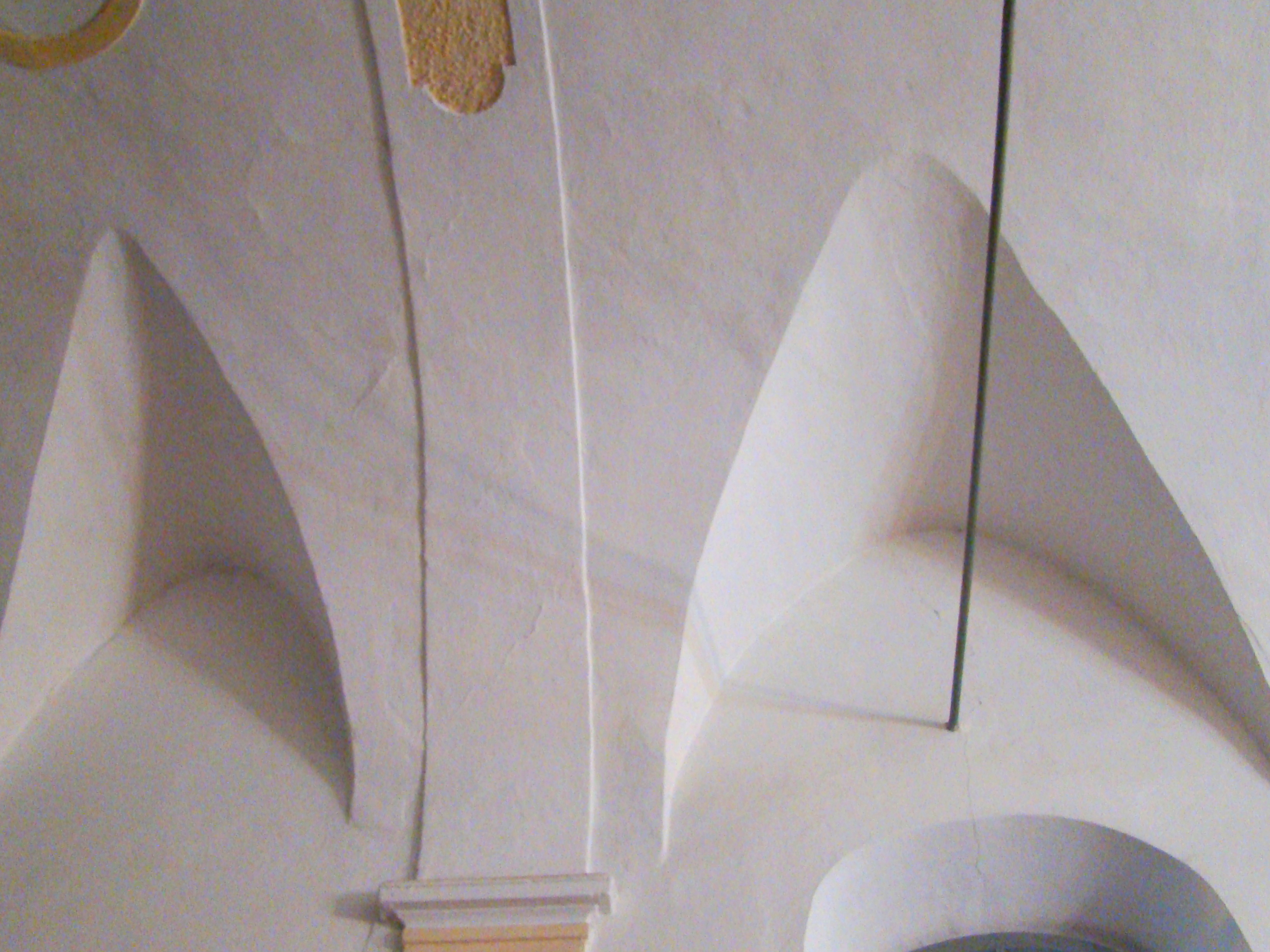
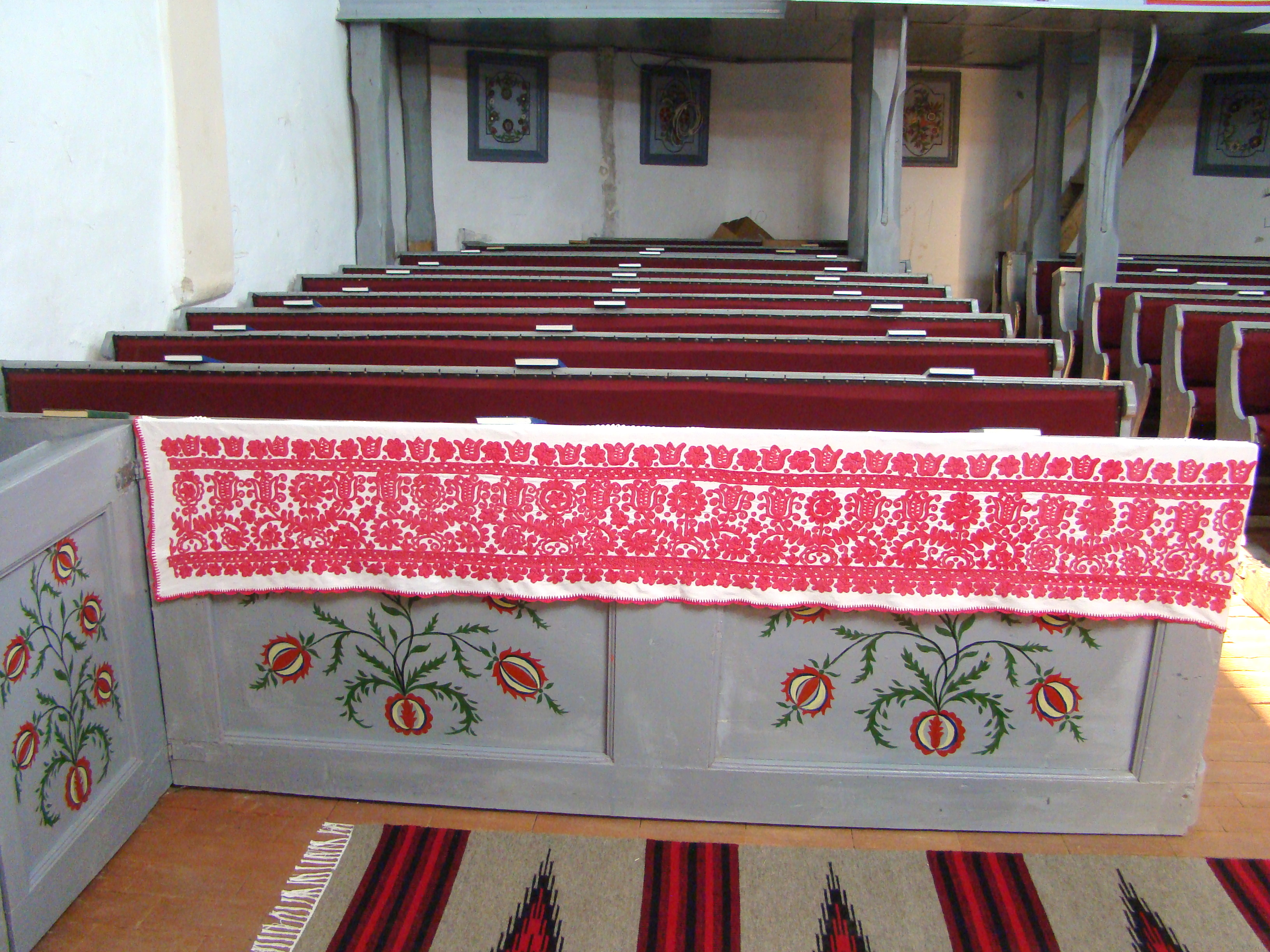
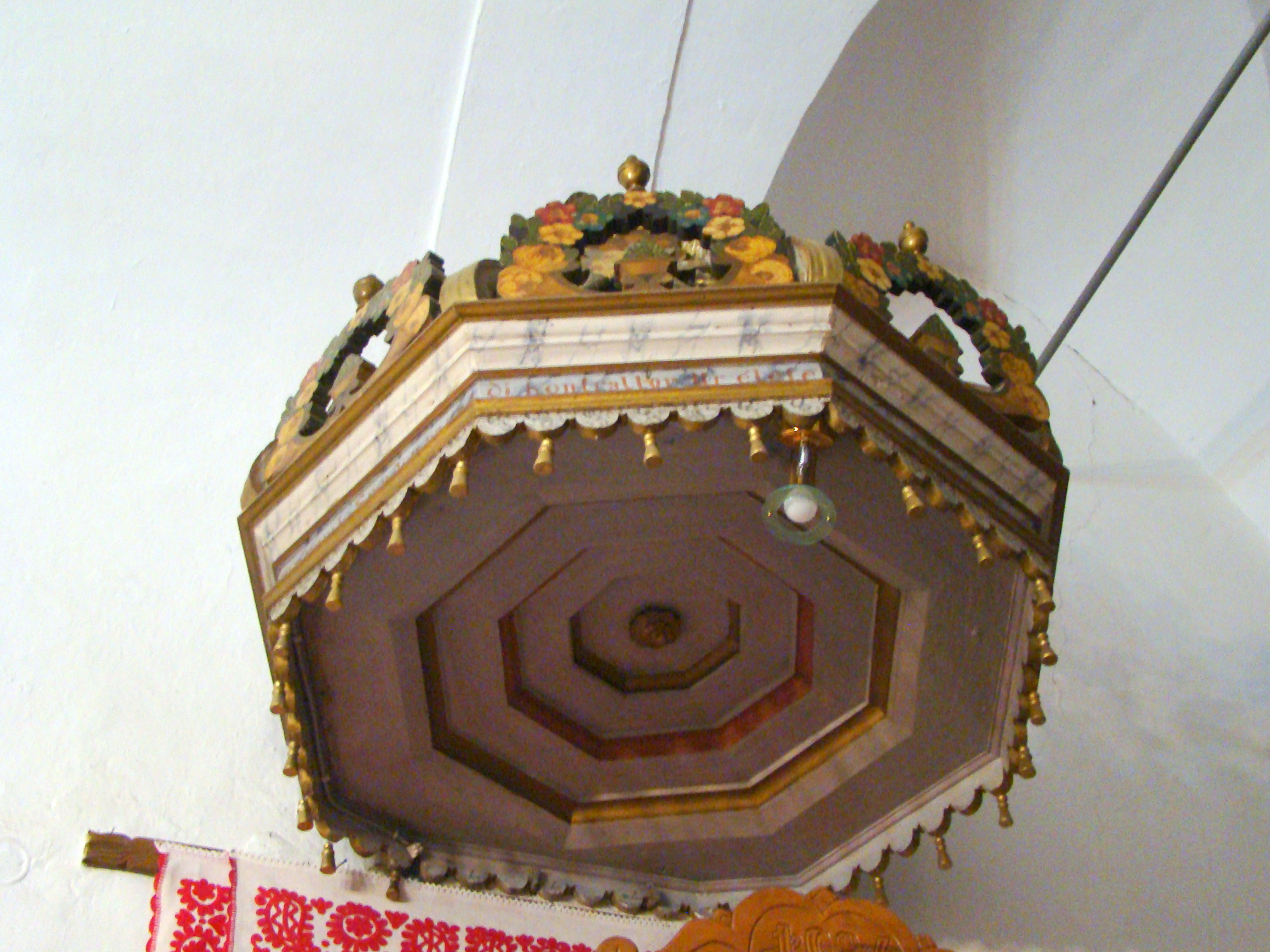
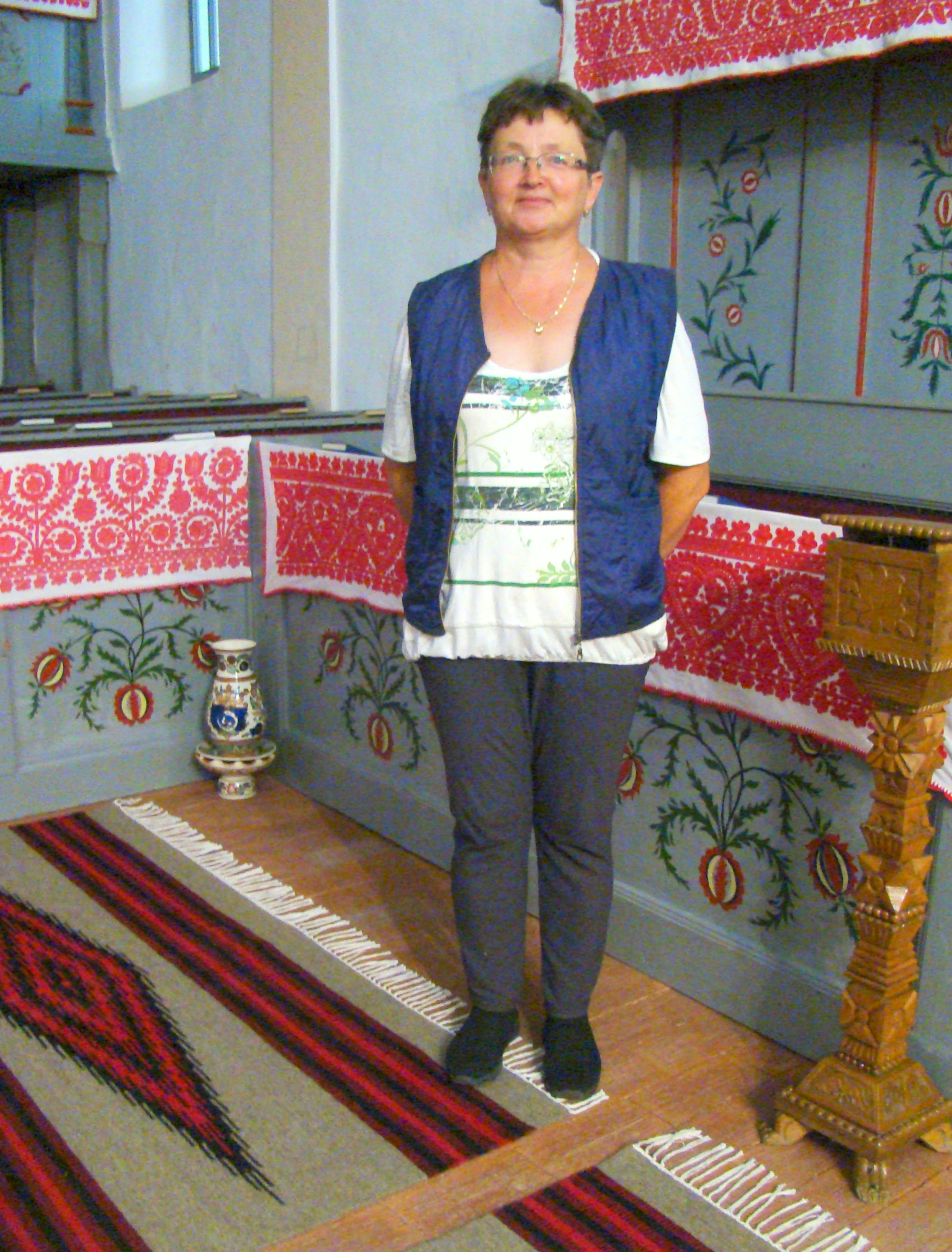
Clopotarul bisericii unitariene din Corund: Bíró Julianna
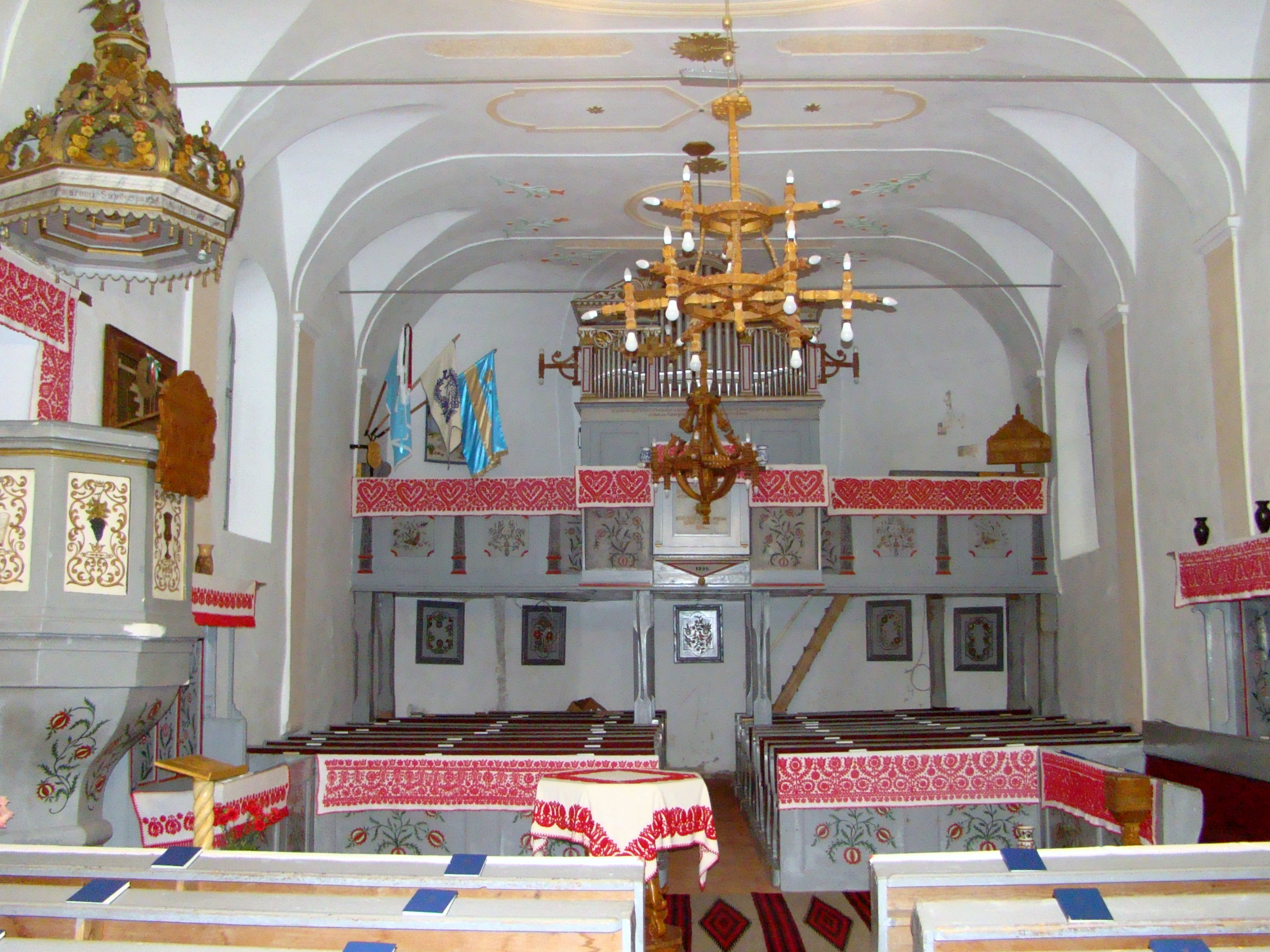
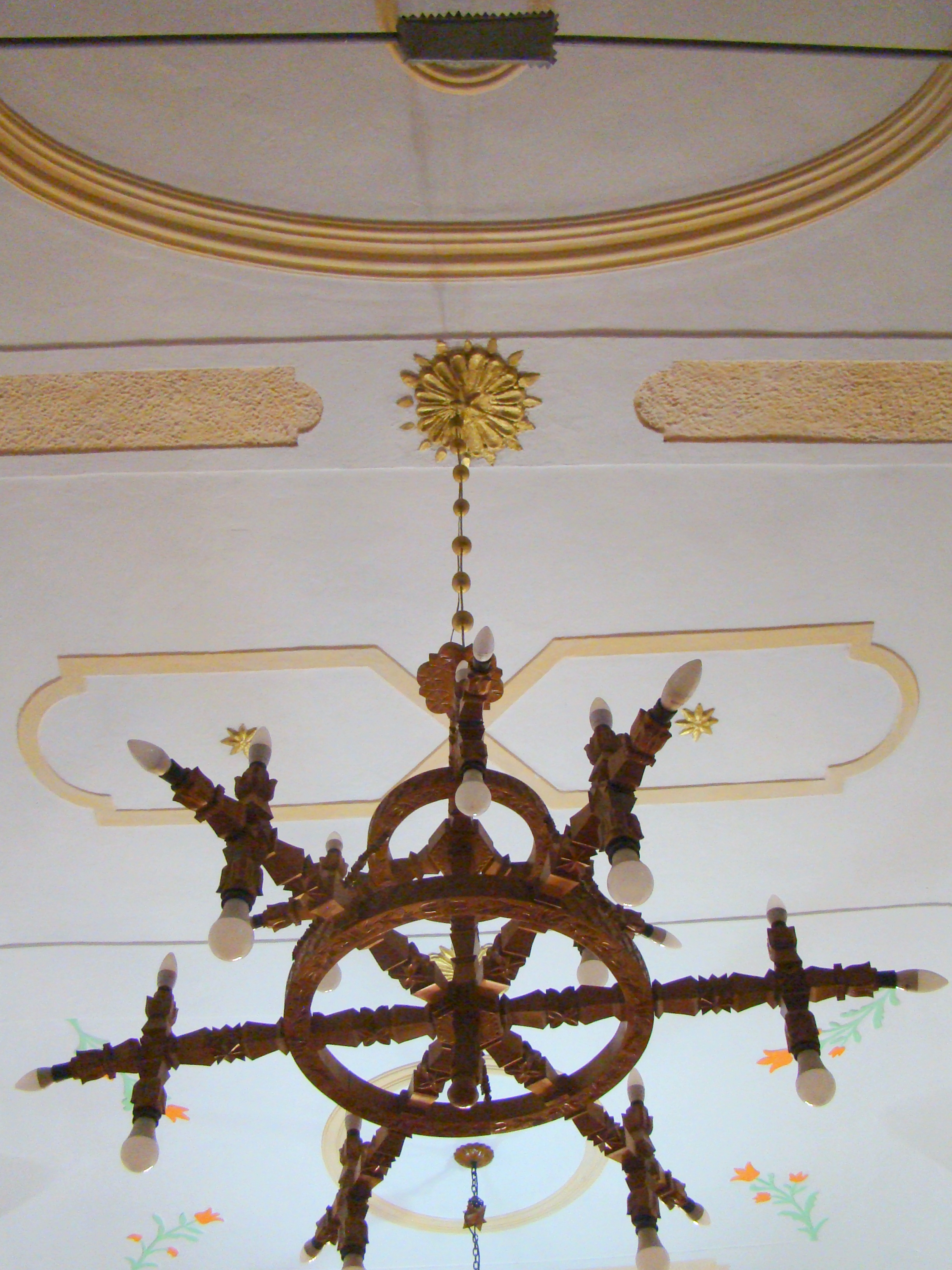
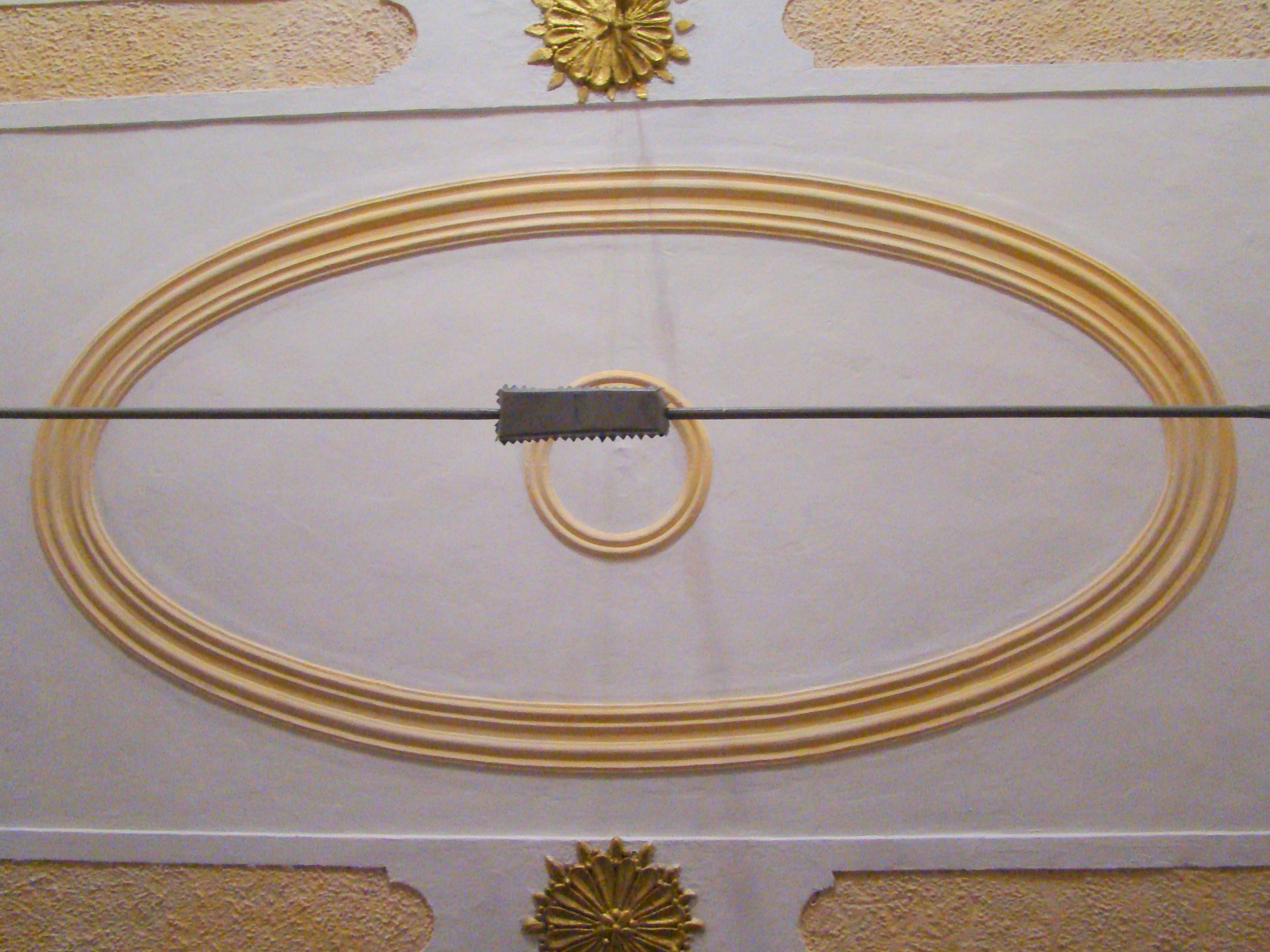
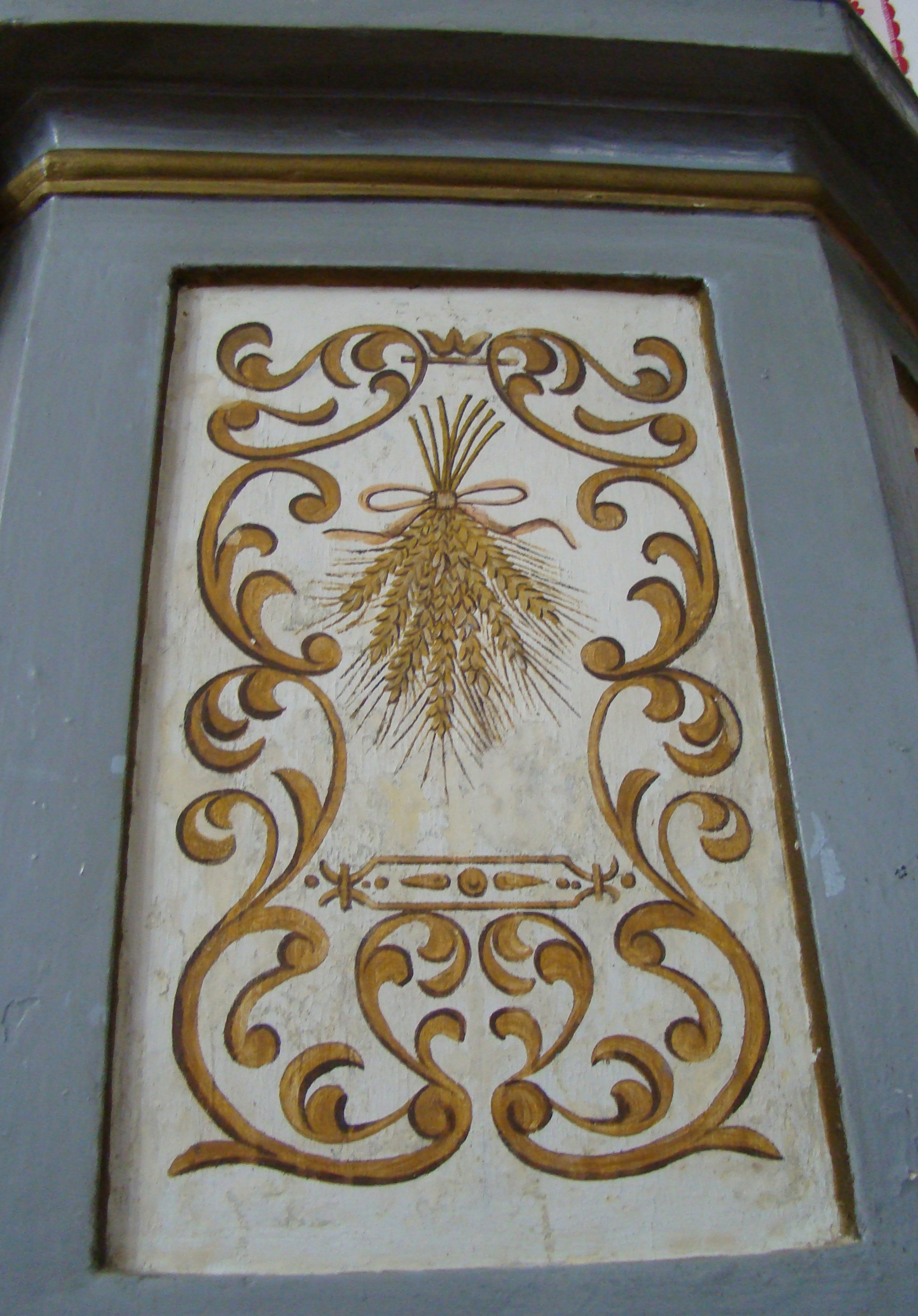
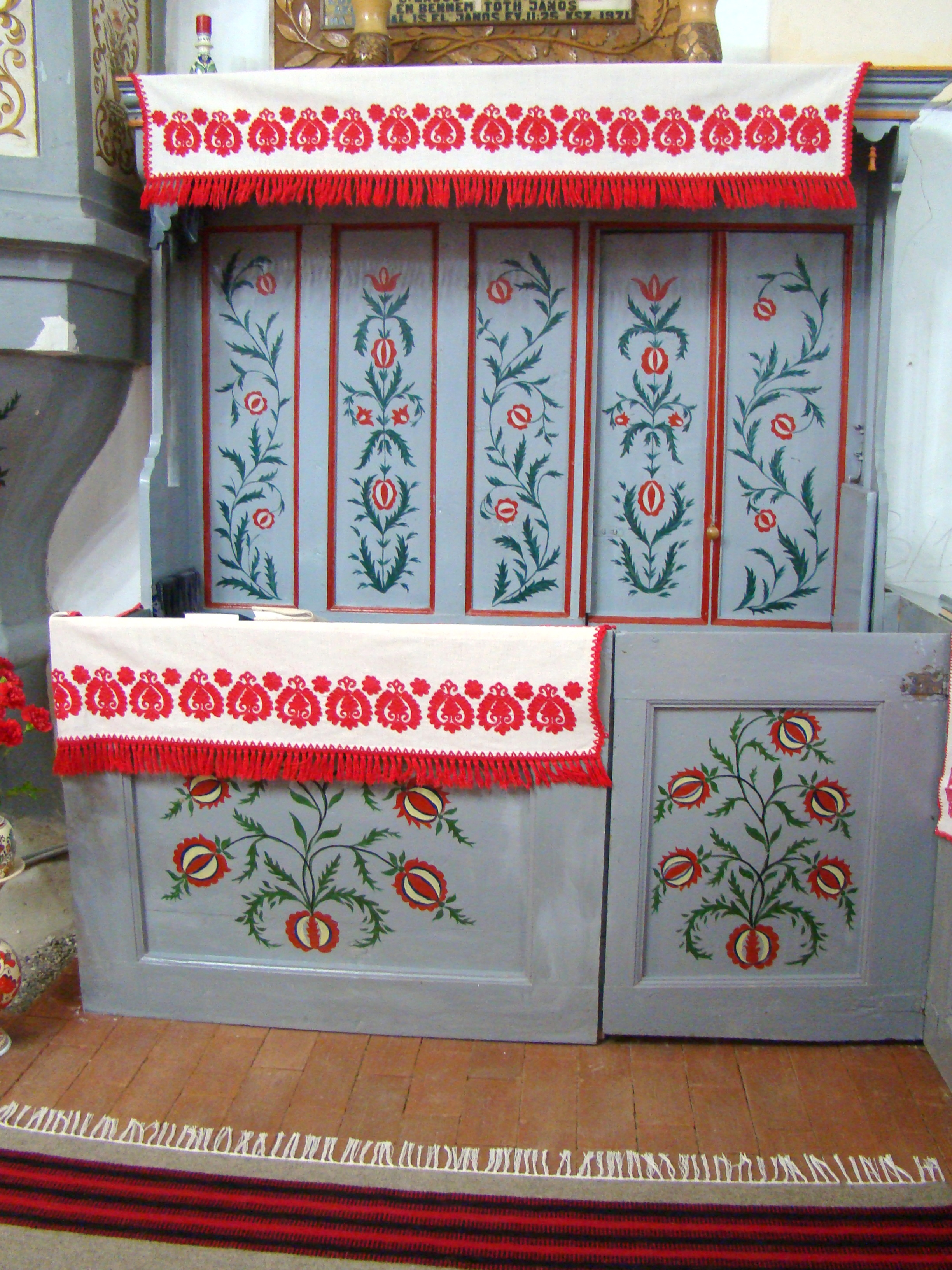